# Estadi
|  | Aquest article tracta sobre el recinte esportiu. Vegeu-ne altres significats a «Estadi (mesura)». |

Un estadi és una infraestructura esportiva que serveix per a albergar esports, concerts o altres activitats. És utilitzat per a diversos tipus d'esports a l'aire lliure que són populars a nivell mundial com el futbol, el rugbi, el beisbol, etc. Poden influir de manera molt important en l'economia d'un país albergant tota classe d'esdeveniments esportius depenent de la capacitat que presenten. Consisteix en un camp de grans dimensions envoltat per una estructura dissenyada perquè els espectadors puguin estar drets o asseguts veient l'esdeveniment. Des de temps remots sempre ha estat part de la vida quotidiana de les persones.
Pausanias va assenyalar que durant aproximadament mig segle l'únic esdeveniment a l'antic festival olímpic grec va ser la cursa que comprenia un llarg de l'estadi d'Olympia, on es va originar la paraula «estadi».

## Etimologia

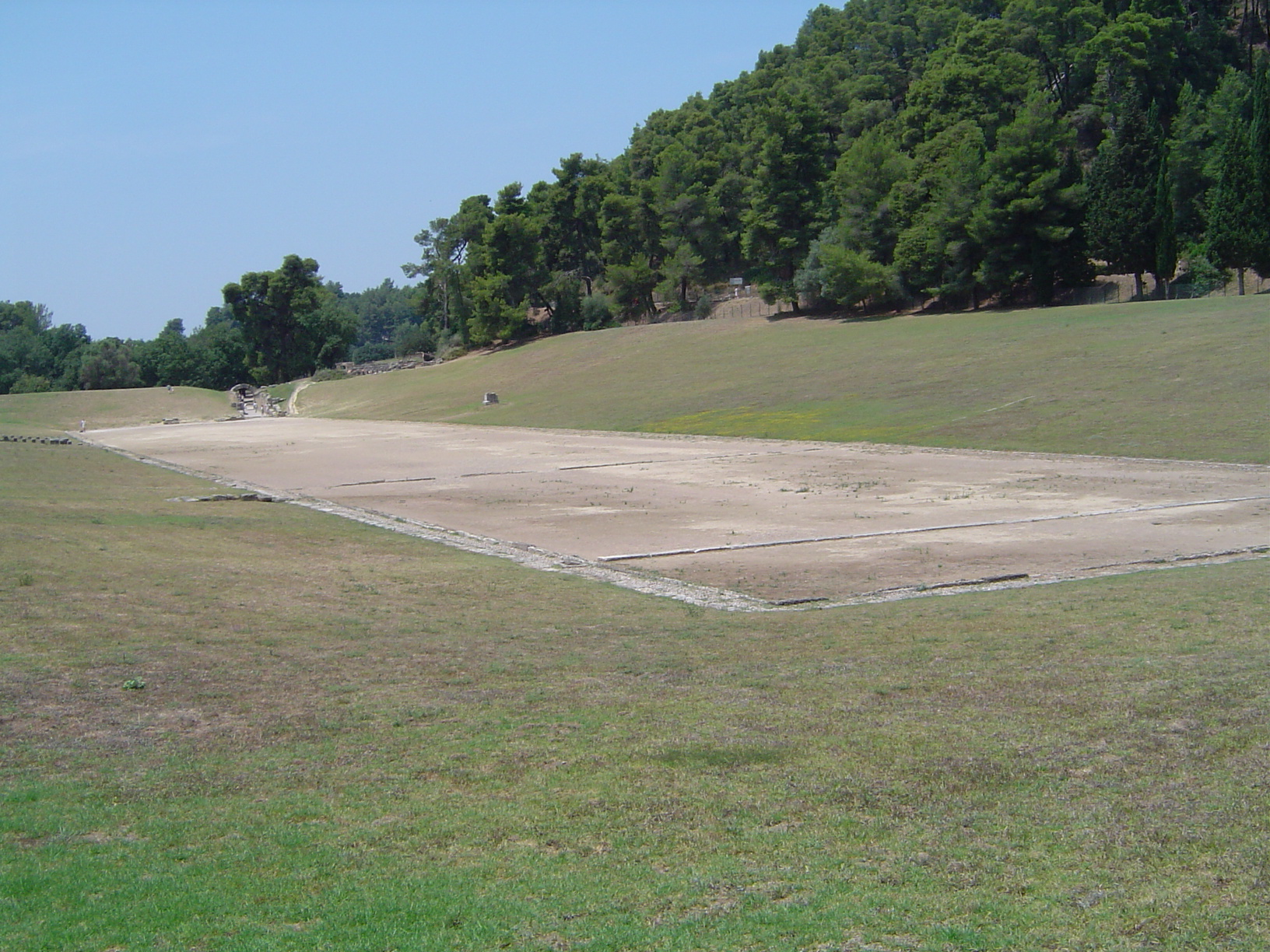
Estadi d'Olympia

Stadium és la forma llatina de la paraula grega stadion (στάδιον), una mesura de longitud que equival a la longitud de 625 peus humans. Va entrar en el català el 1575 al Thesaurus Puerilis d'Onofre Pou. Com que els peus són de longitud variable, la longitud exacta d'un estadi depèn de la longitud adoptada per a 1 peu en un lloc i moment determinats. Encara que en termes moderns 1 estadi = 180 m, en un context històric determinat, en realitat pot significar una longitud fins a un 15% més o menys.
La mesura romana equivalent, l'estadi, tenia una longitud similar d'uns 185 m però en comptes de definir-se en peus es va definir amb l'estàndard romà passus per ser una distància de 125 passūs (dobles passos).

## Història

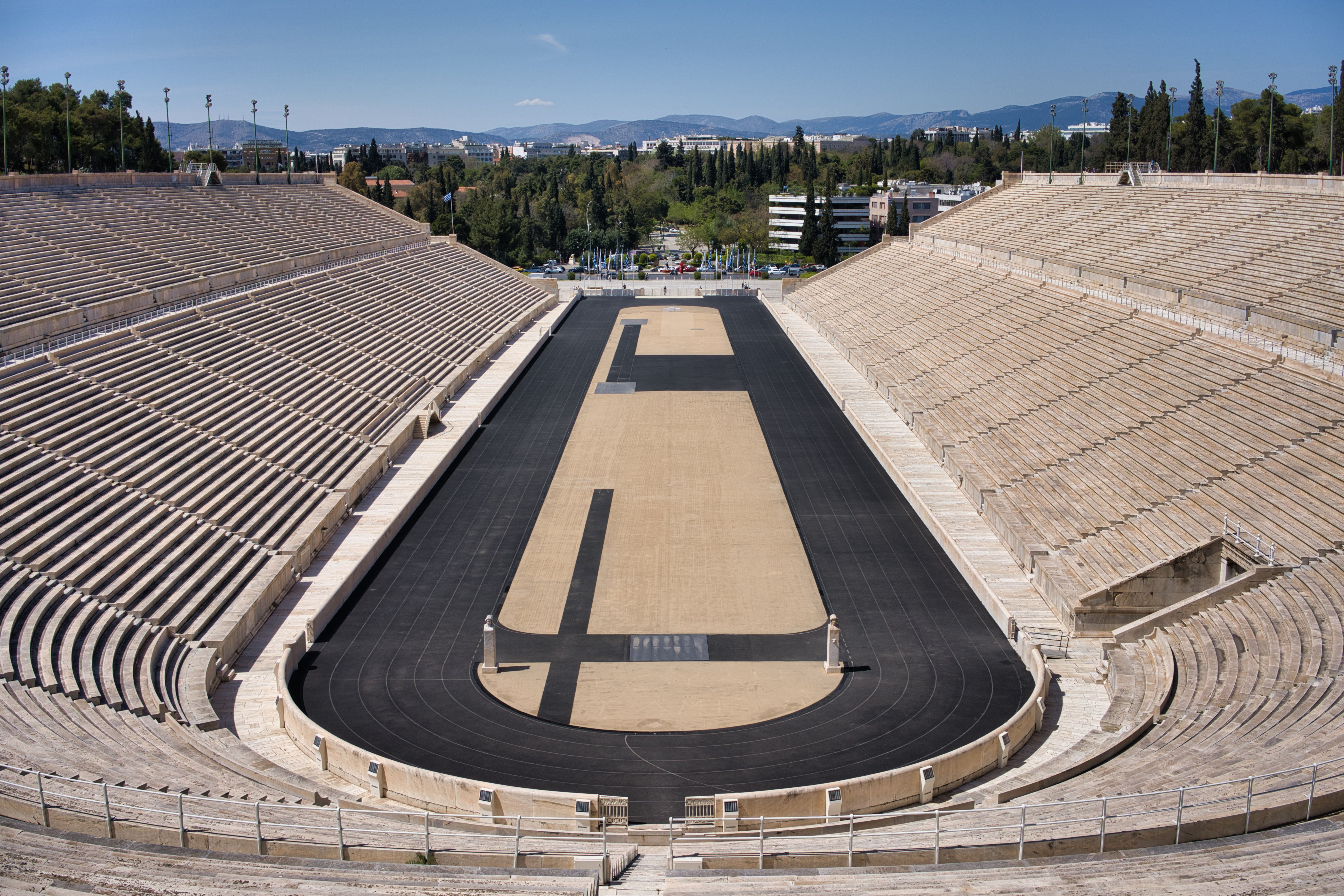
Estadi Panatenaic

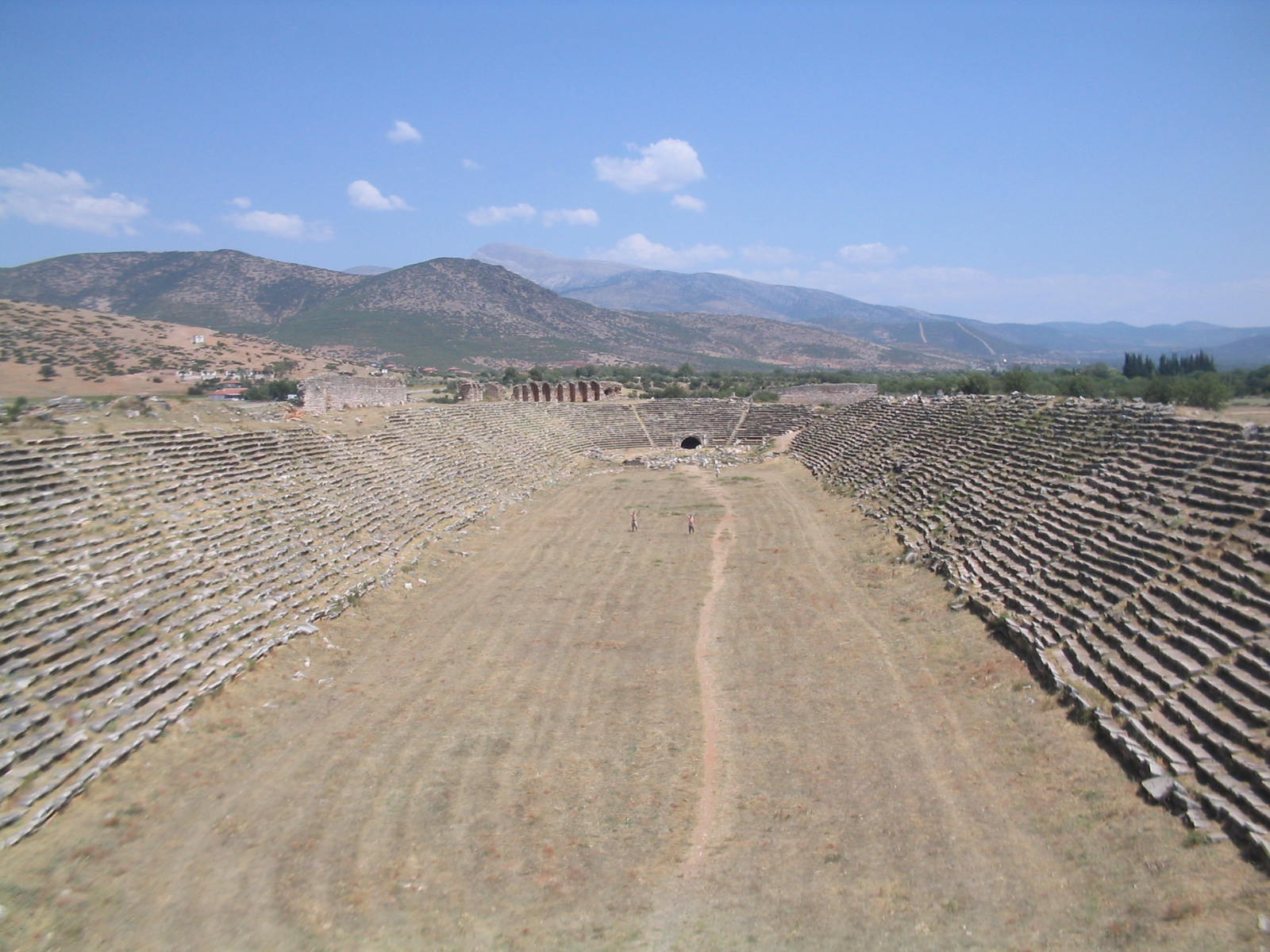
Estadi d'Afrodisias

L'estadi més antic conegut és l'Estadi d'Olímpia a Grècia, on es van celebrar els antics Jocs Olímpics des del 776 aC. Inicialment els jocs consistien en una única prova, un sprint al llarg de l'estadi.
S'han trobat estadis grecs i romans a mantes ciutats antigues, potser el més famós és l'Estadi de Domiciano, a Roma.
L'antic estadi Panathenaic excavat i reformat va acollir els intents de renaixement dels Jocs Olímpics el 1870 i el 1875 abans d'acollir els primers Jocs Olímpics moderns el 1896, els Jocs Intercalats de 1906 i alguns esdeveniments dels Jocs Olímpics d'estiu de 2004. L'excavació i la reforma de l'estadi va formar part del llegat del benefactor nacional grec Evangelos Zappas, i va ser el primer estadi antic que es va fer servir en els temps moderns.

### Antiguitat
Els estadis de l'antiga Grècia i Roma es van construir amb diferents finalitats, i al principi només els grecs van construir estructures anomenades «estadi»; Els romans van construir estructures anomenades «circ». Els estadis grecs eren per a curses a peu, mentre que el circ romà era per a curses de cavalls. Tots dos tenien formes similars i zones semblants a un bol al seu voltant per als espectadors. Els grecs també van desenvolupar el teatre, amb la disposició dels seients que prefigurava la dels estadis moderns. Els romans van copiar el teatre, després el van ampliar per acollir multituds més grans i escenaris més elaborats. Els romans també van desenvolupar el teatre rodó de doble mida anomenat amfiteatre, amb seients de desenes de milers per a combats de gladiadors i espectacles de bèsties. L'estadi i el teatre grecs i el circ i l'amfiteatre romà són tots ancestrals de l'estadi modern.

Vista interior del Coliseu de Roma

###### Exemples
| Nom                     | País     | Data més primerenca      | Longitud de la pista   | Amplada de la pista |
| ----------------------- | -------- | ------------------------ | ---------------------- | ------------------- |
| Estadi d'Olympia        | Grècia   | 776 aC                   | 212,54 m               | 28,5 m              |
| Estadi de Delfos        | Grècia   | 500 aC                   | 177 m                  | 25,5 m              |
| Estadi de Domicià       | Itàlia   | 80 dC                    | 200m - 250 m (estimat) |                     |
| Estadi de Philippopolis | Bulgària | Segle II dC (117-138 dC) | 250 m                  | 32 m                |
| Estadi d'Afrodisias     | Turquia  | Segle I aC               | 225 m (aprox.)         | 30 m (aprox.)       |

### Època moderna

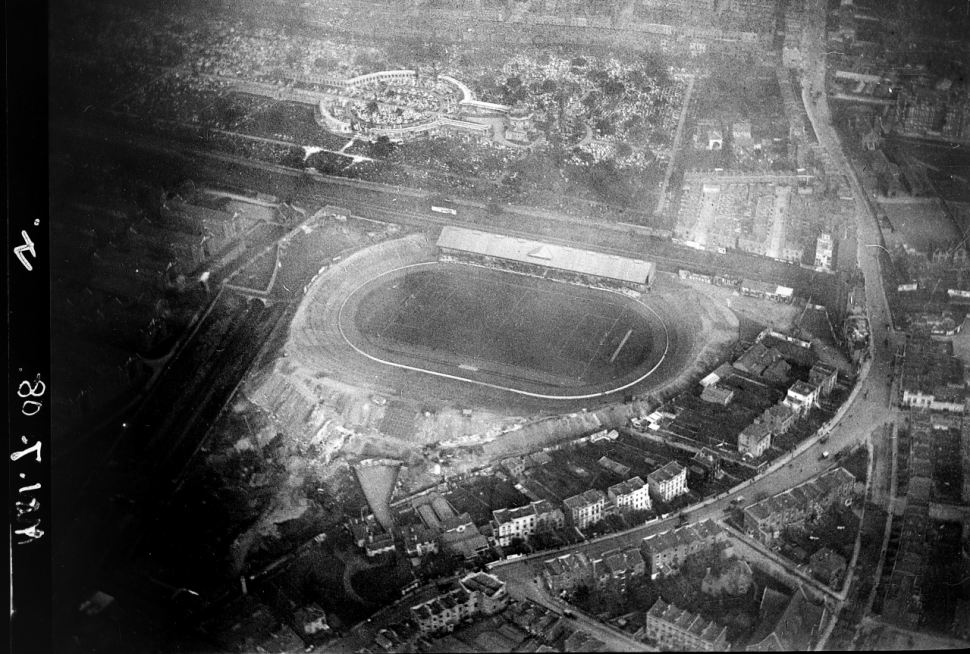
Stamford Bridge

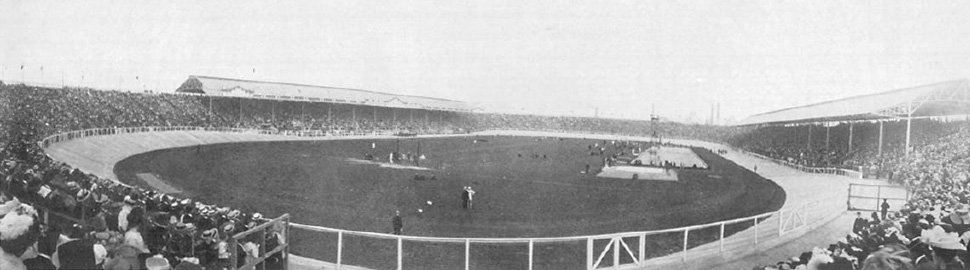
Estadi de la Ciutat Blanca

Els primers estadis que es van construir a l'època moderna van ser unes instal·lacions bàsiques, dissenyades amb l'únic propòsit d'acollir el màxim d'espectadors possible, en funció dels esdeveniments. Amb la gran puixança i creixement de la popularitat de l'esport modern organitzat a final de l'època victoriana, especialment el futbol associatiu al Regne Unit i el beisbol als Estats Units, es van construir les primeres estructures d'aquesta mena. Un d'aquests primers estadis va ser el Lansdowne Road Stadium, una creació d'Henry Dunlop, construït l'any 1855, que va organitzar els primers Campionats d'Atletisme d'Irlanda. Prohibit de fer esdeveniments esportius al Trinity College, Dunlop va construir l'estadi el 1872. «Vaig establir un camí d'un quart de milla, vaig establir el terreny actual del Lansdowne Tennis Club amb el meu propi teodolit, vaig crear un club de tir amb arc de Lansdowne, un club de cricket de Lansdowne i, per acabar, però no menys important, el Lansdowne Rugby Football Club: colors vermell, negre i groc». Es van utilitzar unes 300 carretes carregades de terra d'una rasa sota el ferrocarril per aixecar el terreny, cosa que va permetre a Dunlop utilitzar la seva experiència en enginyeria per crear un terreny envejat per Irlanda. Un dels primers estadis fou l'estadi Bramall Lane (Sheffield, South Yorkshire), construït l'any 1855. Inicialment es disputaren partits internacionals de futbol per primera vegada en aquest estadi, així com també la Youdan Cup (1867), una dels primers torneigs de qualsevol mena futbol. Originàriament, però, fou un estadi va acollir partides de criquet.

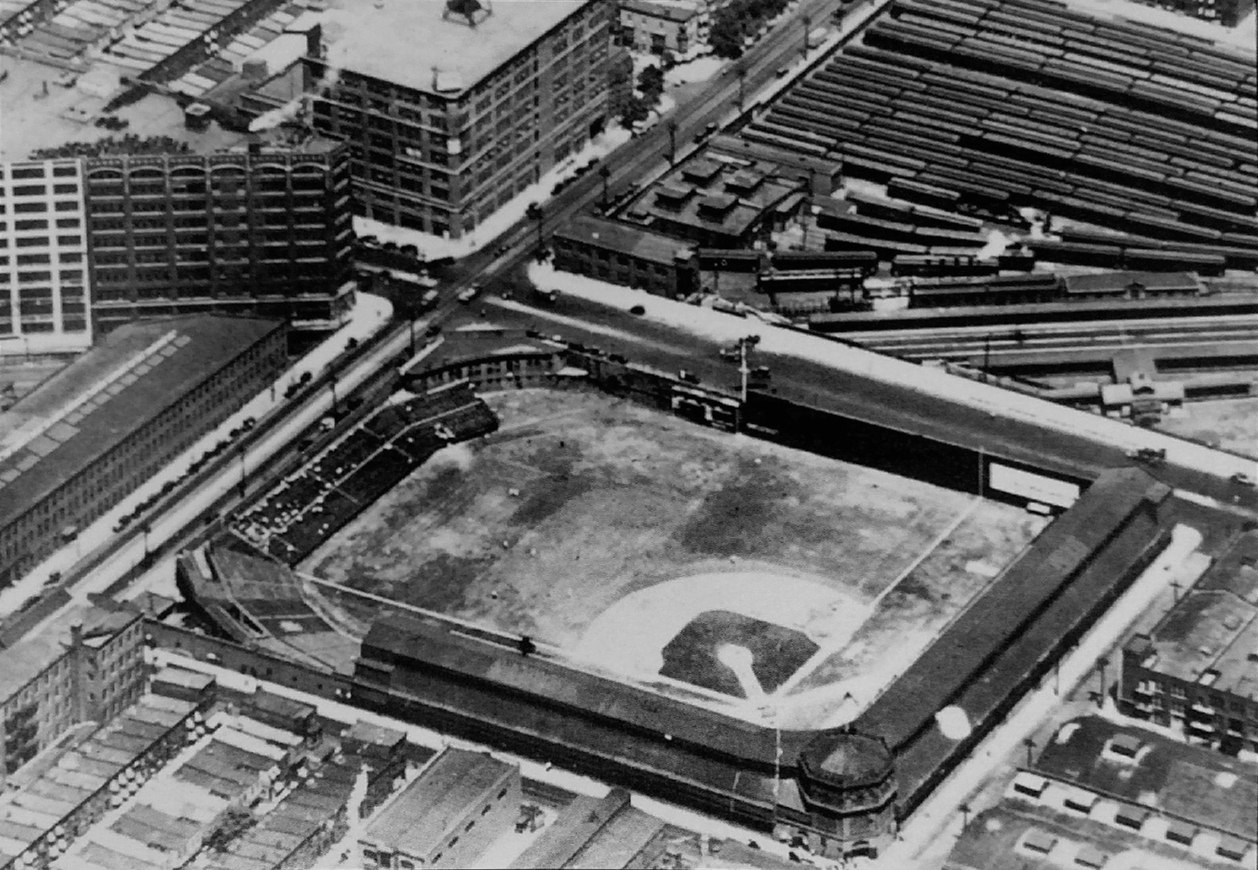
Baker Bowl

Altres estadis primerencs d'aquest període al Regne Unit inclouen l'estadi de Stamford Bridge (inaugurat el 1877 per al London Athletic Club) i l'estadi d'Anfield (1884 com a seu de l'Everton FC). Als Estats Units, molts equips de beisbol professionals van construir grans estadis principalment amb fusta, i el primer lloc d'aquest tipus va ser el South End Grounds de Boston, obert el 1871 per a l'equip llavors conegut com els Boston Beaneaters (ara els Atlanta Braves). Molts d'aquests parcs es van incendiar, i els que no van resultar ser inadequats per a un joc en creixement. Tots els parcs de fusta del segle xix van ser substituïts, alguns al cap d'uns anys, i avui no en sobreviu cap.

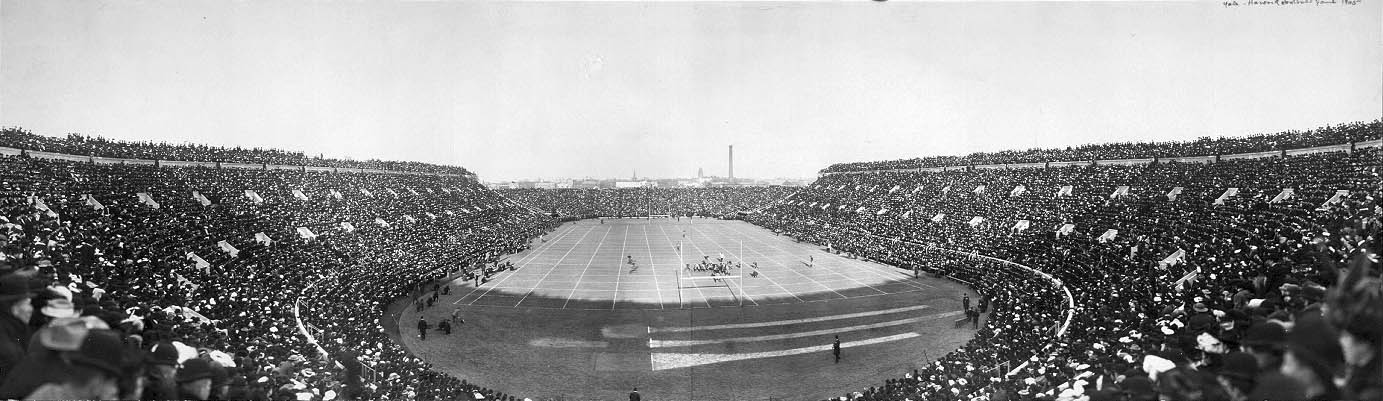
Estadi de Harvard

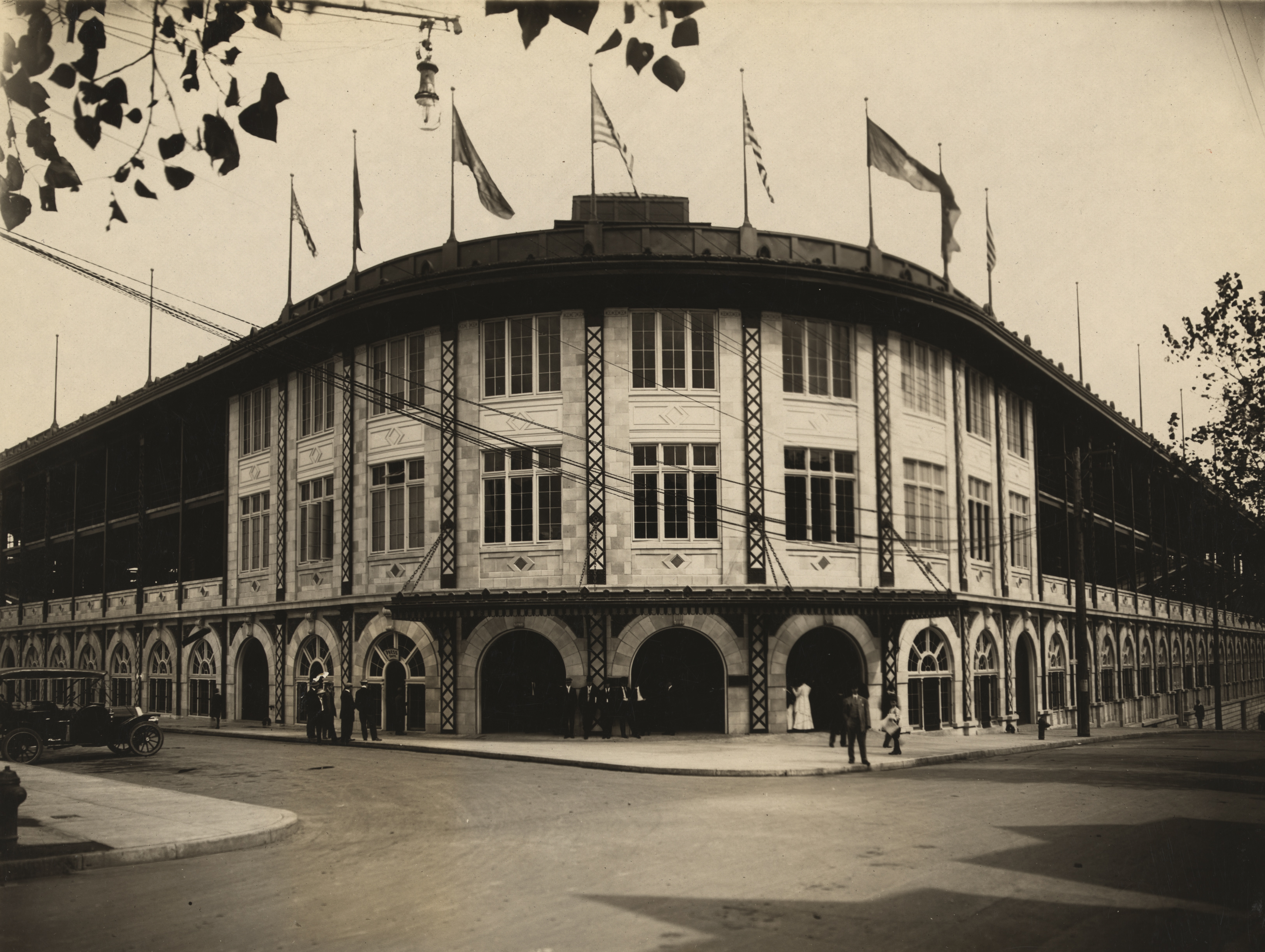
Camp de Forbes

Goodison Park  va ser el primer estadi de futbol d'associació construït específicament al món. L'empresa de construcció Kelly Brothers, amb seu a Walton va aixecar dues grades descobertes que poguessin acollir 4.000 espectadors cadascuna. També es va demanar un tercer estand cobert amb capacitat per a 3.000 espectadors. Els funcionaris d'Everton van quedar impressionats amb la mà d'obra del constructor i van acordar dos contractes més: es van construir cartells exteriors amb un cost de 150 lliures i es van instal·lar 12 torniquets amb un cost de 7 lliures cadascun. L'estadi va ser inaugurat oficialment el 24 d'agost de 1892 per Lord Kinnaird i Frederick Wall de la Football Association. No es jugava a futbol; en canvi, els 12.000 espectadors van veure un esdeveniment curt de pista i camp seguit de música i un espectacle de focs artificials. Quan es va acabar, l'estadi va ser el primer estadi de futbol del món construït conjuntament.
L'arquitecte Archibald Leitch va aportar la seva experiència amb la construcció d'edificis industrials al disseny d'estadis funcionals a tot el país. La seva obra va abastar els primers 40 anys del segle xx. Un dels seus dissenys més notables va ser Old Trafford a Manchester. El terreny es va dissenyar originalment amb una capacitat de 100.000 espectadors i comptava amb seients a la grada sud coberta, mentre que les tres grades restants es van deixar com a terrasses i descobertes. Va ser el primer estadi amb seients continus al llarg dels contorns de l'estadi.

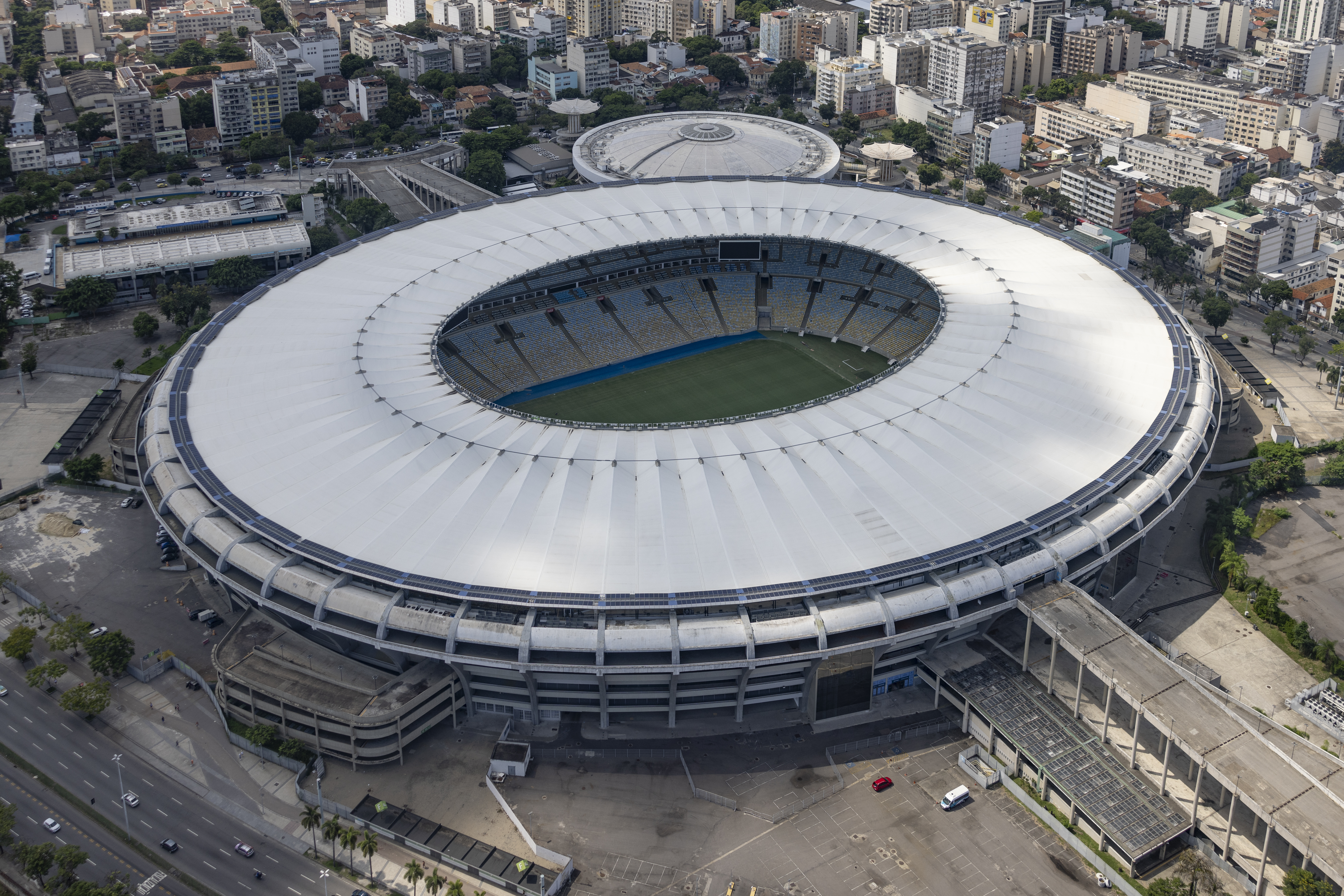
Estadi Maracanà

Aquests primers llocs, dissenyats originalment per acollir partits de futbol, van ser adoptats per a ser utilitzats pels Jocs Olímpics, el primer es va celebrar el 1896 a Atenes, Grècia. El White City Stadium, construït per als Jocs Olímpics d'estiu de 1908 a Londres, és sovint citat com el primer estadi modern amb places, almenys al Regne Unit. Dissenyat per l'enginyer JJ Webster i acabat en 10 mesos per George Wimpey, al lloc de l'Exposició Franco-Británica, aquest estadi amb una capacitat de 68.000 places va ser inaugurat pel rei Eduard VII el 27 d'abril de 1908. En acabar, l'estadi tenia una pista de córrer 7.3 m  i tres voltes a la milla (536 m); fora hi havia un 11 m, 600 m carril bici. El camp interior incloïa una piscina i busseig. El London Highbury Stadium, construït l'any 1913, va ser el primer estadi del Regne Unit que comptava amb una disposició de seients de dos nivells quan va ser redissenyat a l'estil Art Déco el 1936.

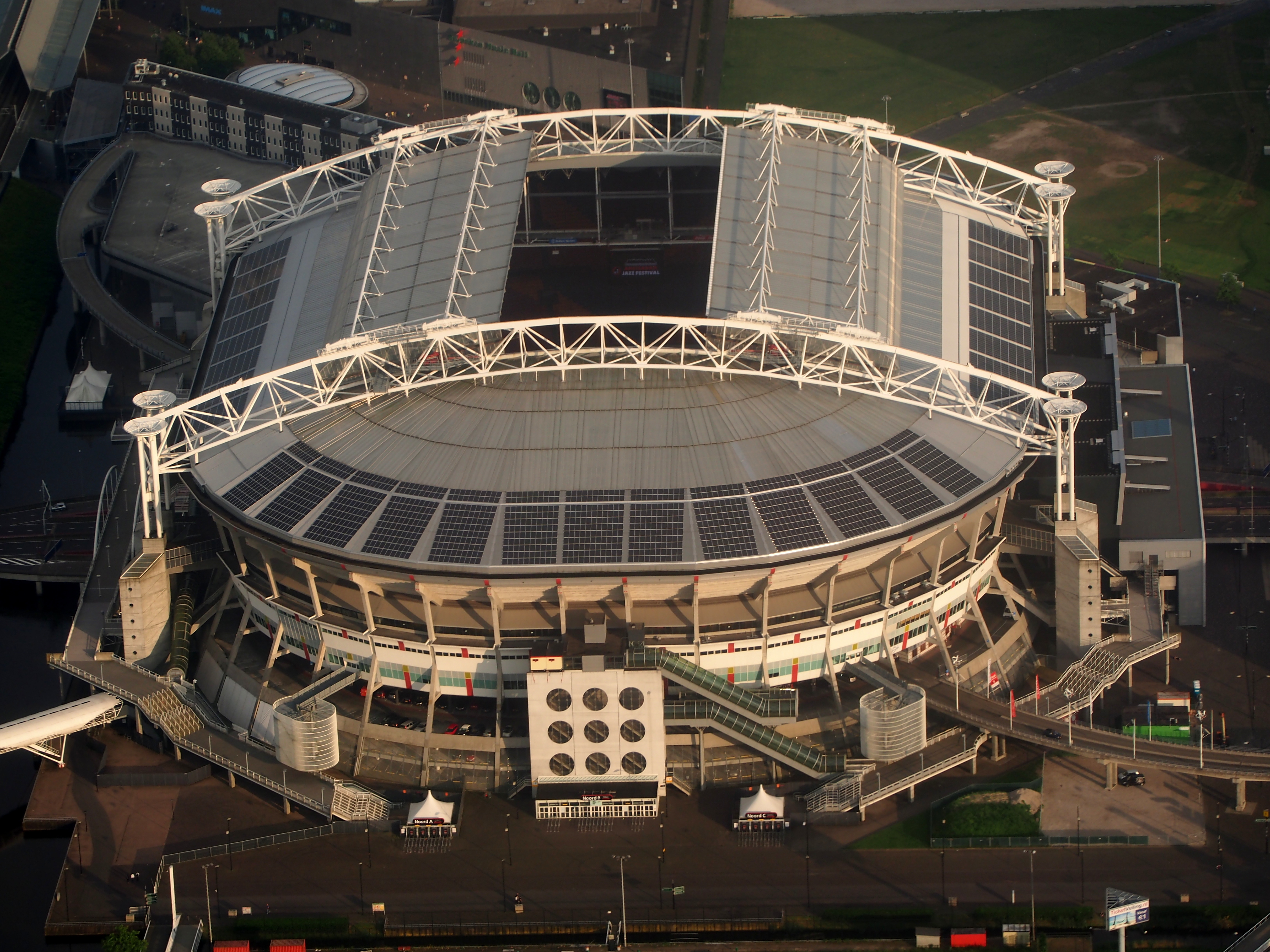
Johan Cruijff Arena

Durant aquestes dècades, els desenvolupaments d'estadis paral·lels estaven tenint lloc als Estats Units. El Baker Bowl, un parc de beisbol de Filadèlfia que es va obrir el 1887 però que es va reconstruir completament el 1895, va obrir nous camins en la construcció d'estadis de dues maneres principals. La segona encarnació de l'estadi va incloure la primera segona coberta (nivell) en voladís del món en un recinte esportiu, i va ser el primer parc de beisbol que va utilitzar acer i maó per a la majoria de l'obra. Un altre lloc influent va ser l'Estadi Harvard de Boston, construït el 1903 per la Universitat Harvard per al seu equip de futbol americà i programa d'atletisme. Va ser el primer estadi del món que va utilitzar construccions de formigó i acer. El 1909, la construcció de formigó i acer va arribar al beisbol amb l'obertura de Shibe Park a Filadèlfia i, uns mesos més tard, Forbes Field a Pittsburgh. Aquest últim va ser el primer recinte esportiu de tres nivells del món. L'obertura d'aquests parcs va marcar l'inici de l'era de la construcció de parcs de la «caixa de joies». La multitud més gran de l'estadi va ser de 199.854 persones que van veure el partit final de la Copa del Món de 1950 al Maracanã de Rio de Janeiro el 16 de juliol de 1950.

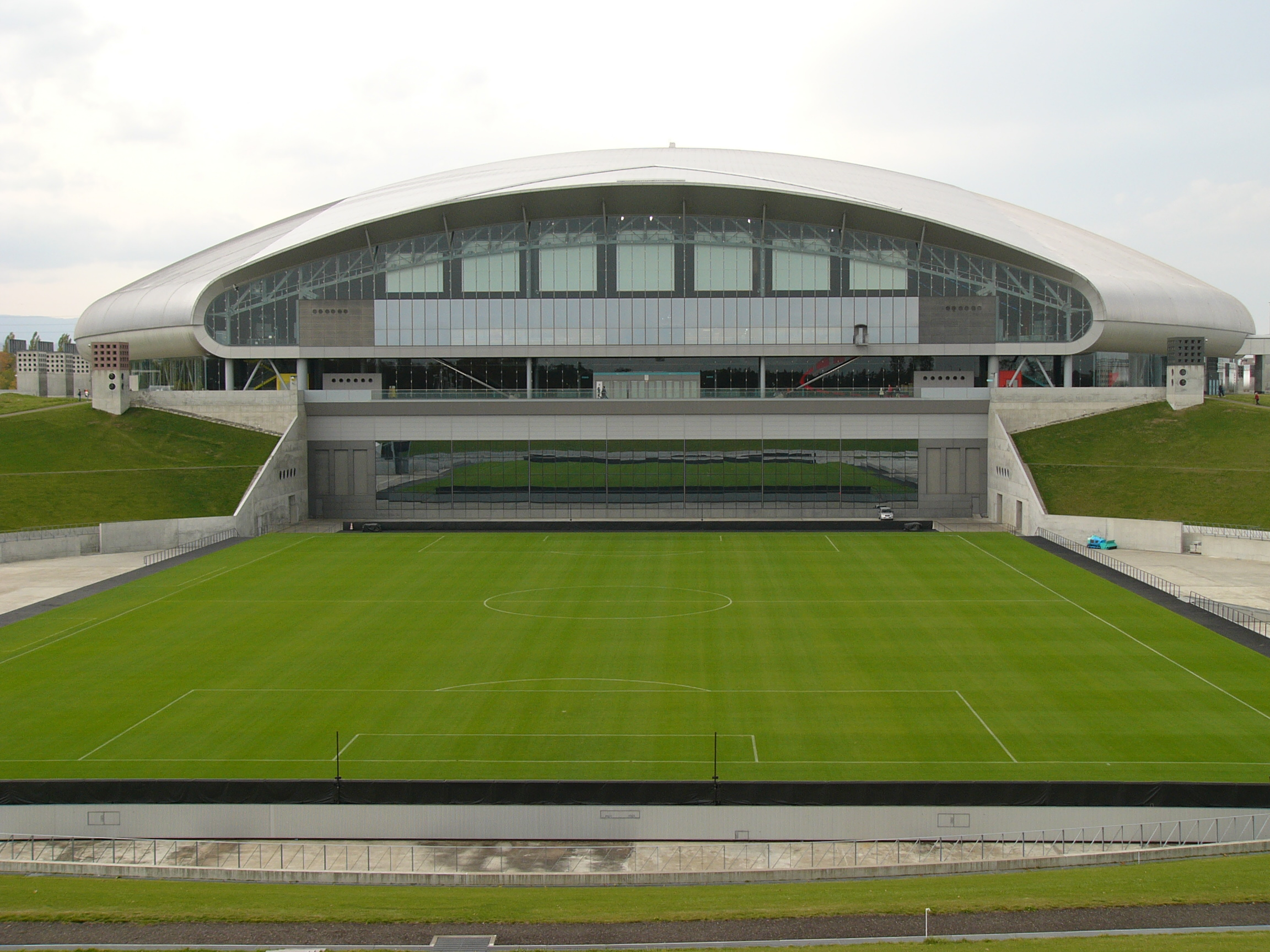
Cúpula de Sapporo

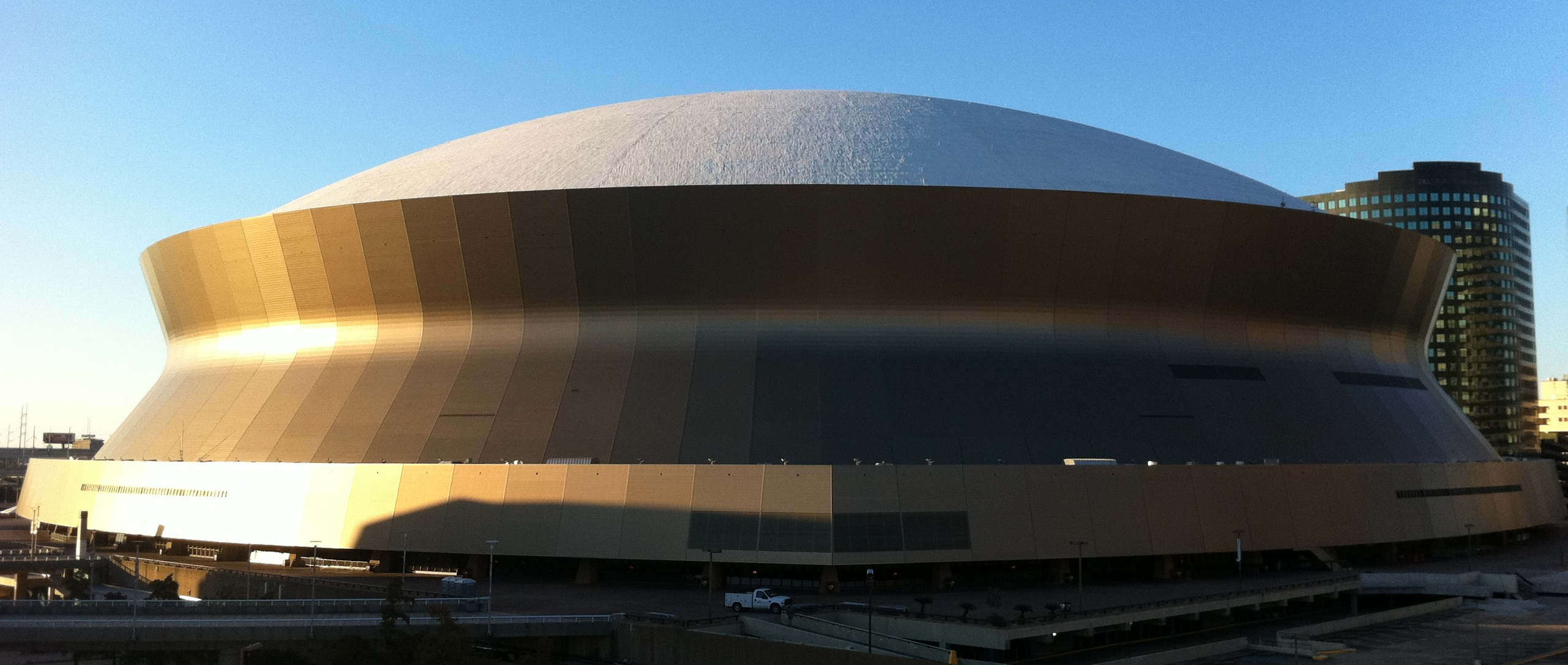
Caesars Superdome

## Tipus
Els estadis amb cúpula es distingeixen dels convencionals pels sostres tancats. Molts d'aquests no són en realitat cúpules en el sentit arquitectònic pur, alguns es descriuen millor com a voltes, alguns tenen sostres suportats per encavallades i altres tenen dissenys més exòtics com una estructura de tensegritat. Però, en el context dels estadis esportius, el terme «cúpula» s'ha convertit en estàndard per a tots els estadis coberts, particularment perquè el primer estadi tancat, l'Astrodome de Houston, es va construir amb un sostre real en forma de cúpula. Alguns estadis tenen cobertes parcials, i alguns fins i tot s'han dissenyat per tenir camps mòbils com a part de la infraestructura. El Caesars Superdome de Nova Orleans és una autèntica estructura de cúpula feta d'un marc lamel·lar de diversos anells i té un diàmetre de210 m. És l'estructura de cúpula fixa més gran del món.
Encara que estan tancats, els estadis de cúpula s'anomenen estadis perquè són prou grans i estan dissenyats per al que generalment es considera esports a l'aire lliure com l'atletisme, el futbol americà, el futbol associatiu, el rugbi i el beisbol. Els dissenyats per als que solen ser esports d'interior com el bàsquet, l'hoquei sobre gel i el voleibol generalment s'anomenen arenes. Les excepcions inclouen:

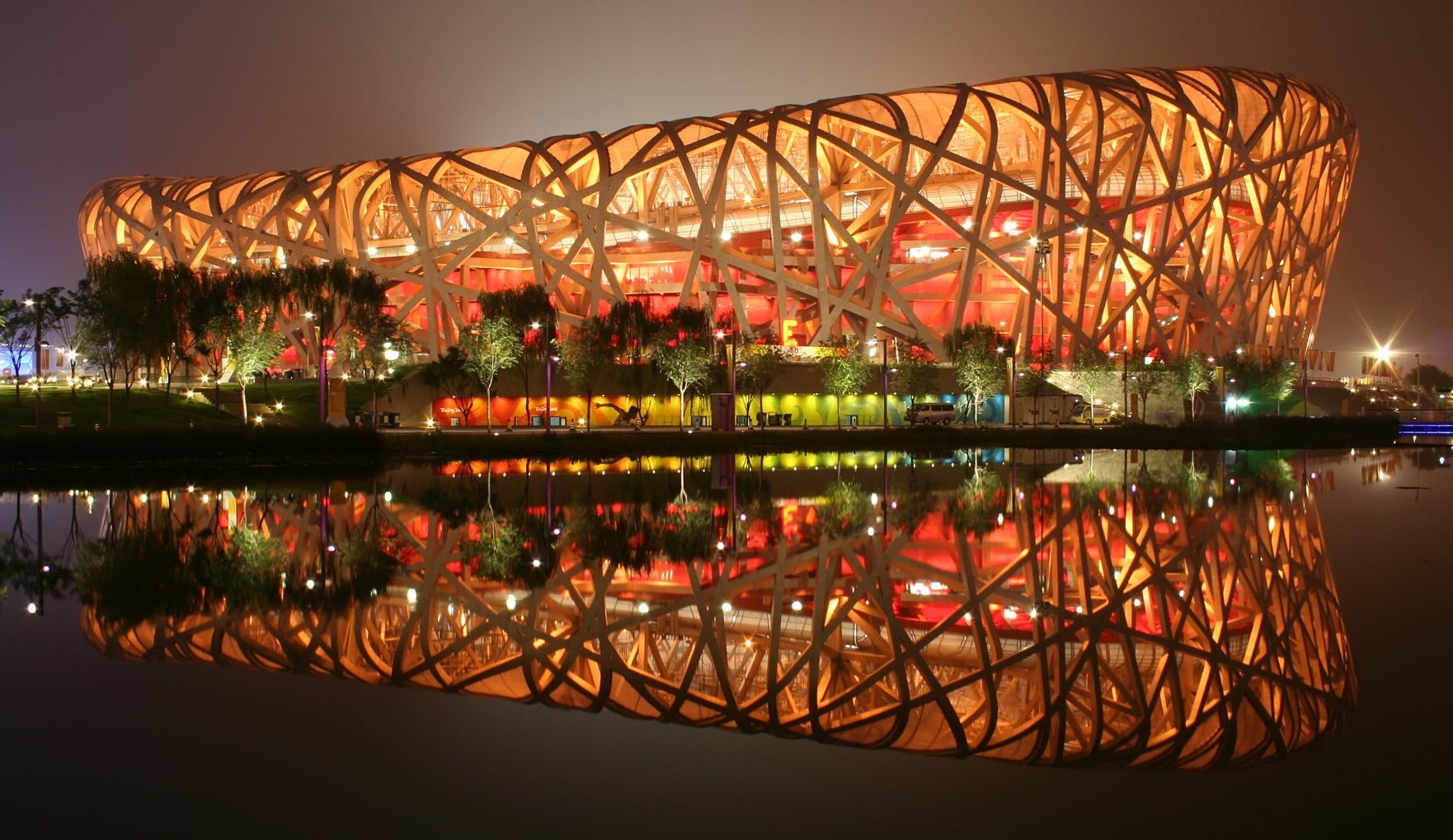
Estadi Nacional de Pequín

- Estadi Nacional de PequínCameron Indoor Stadium, seu dels programes de bàsquet masculí i femení dels Blue Devils de la Universitat de Duke.
- Red Bull Arena, un recinte a l'aire lliure que acull els New York Red Bulls de la Major League Soccer i el NJ/NY Gotham FC de la National Women's Soccer League.
- Paris La Défense Arena, un estadi amb cúpula que acull el club de rugbi Racing 92. Disposa d'un bloc de seients mòbil que permet una configuració adequada per als esports de pista coberta.
- Estadi de Chicago (demolit), antiga seu dels Chicago Blackhawks de la National Hockey League i dels Chicago Bulls de la National Basketball Association.

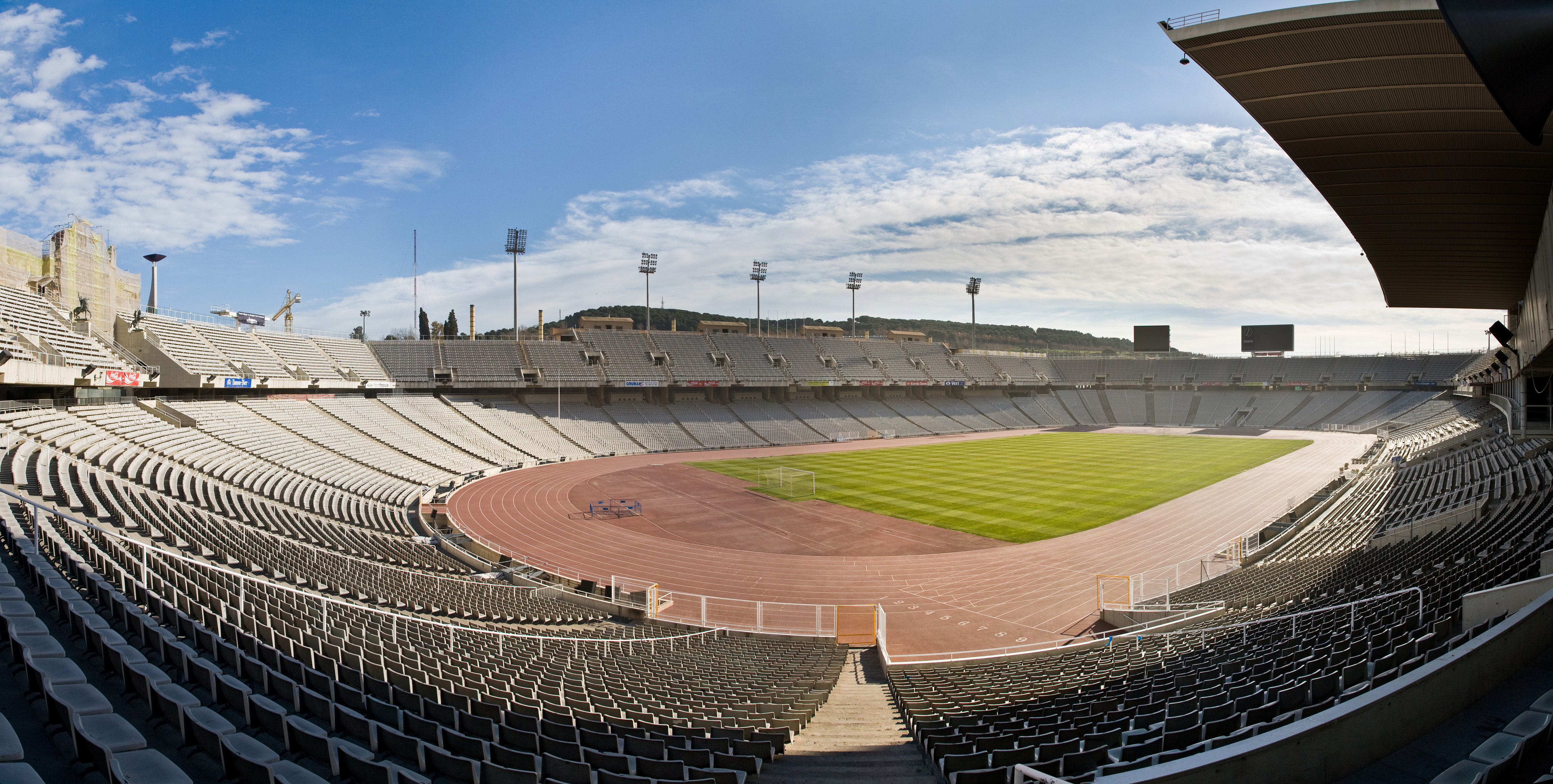
Estadi Olímpic Lluís Companys a Barcelona

## Problemes de disseny

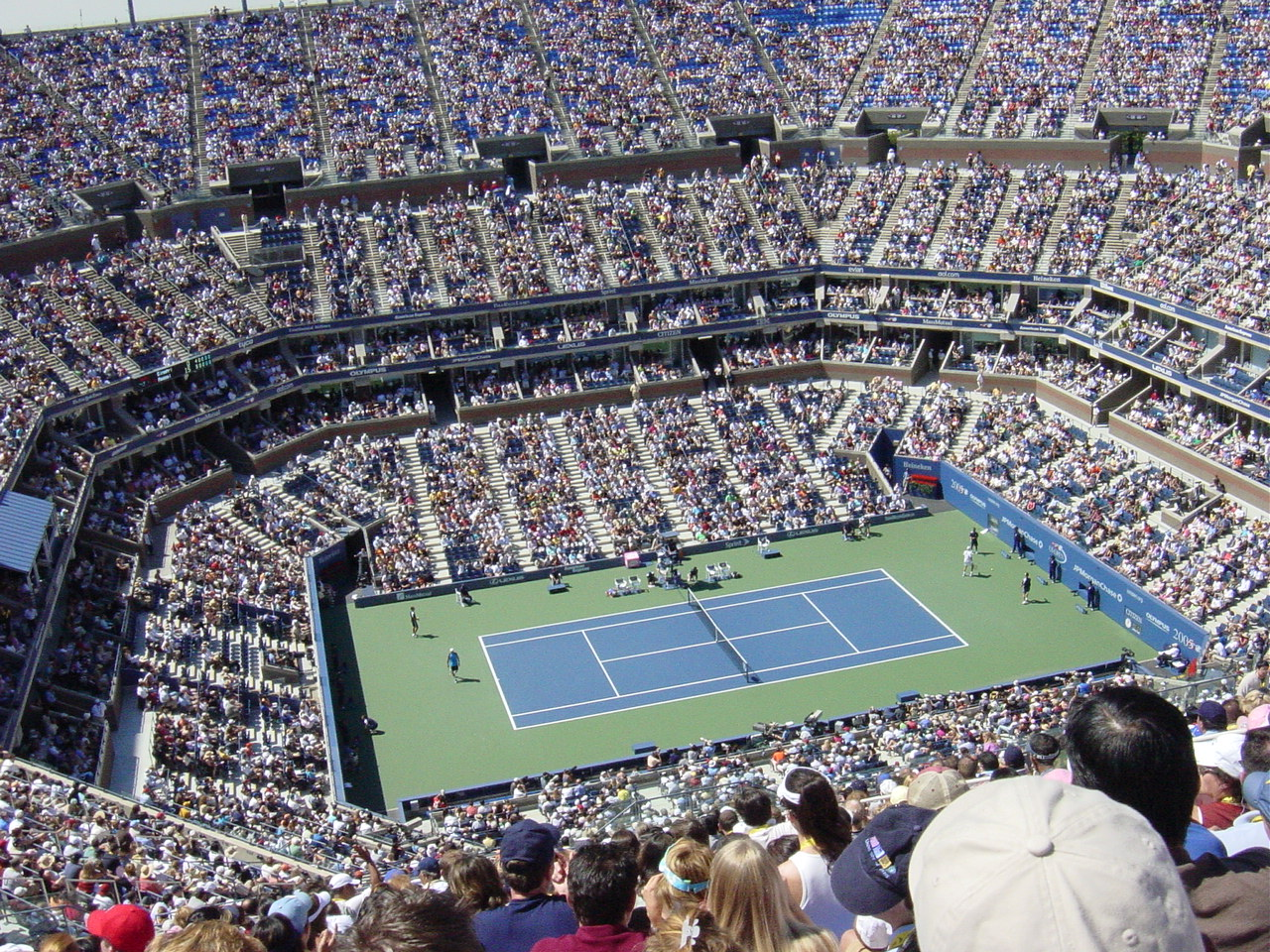
Estadi Arthur Ashe

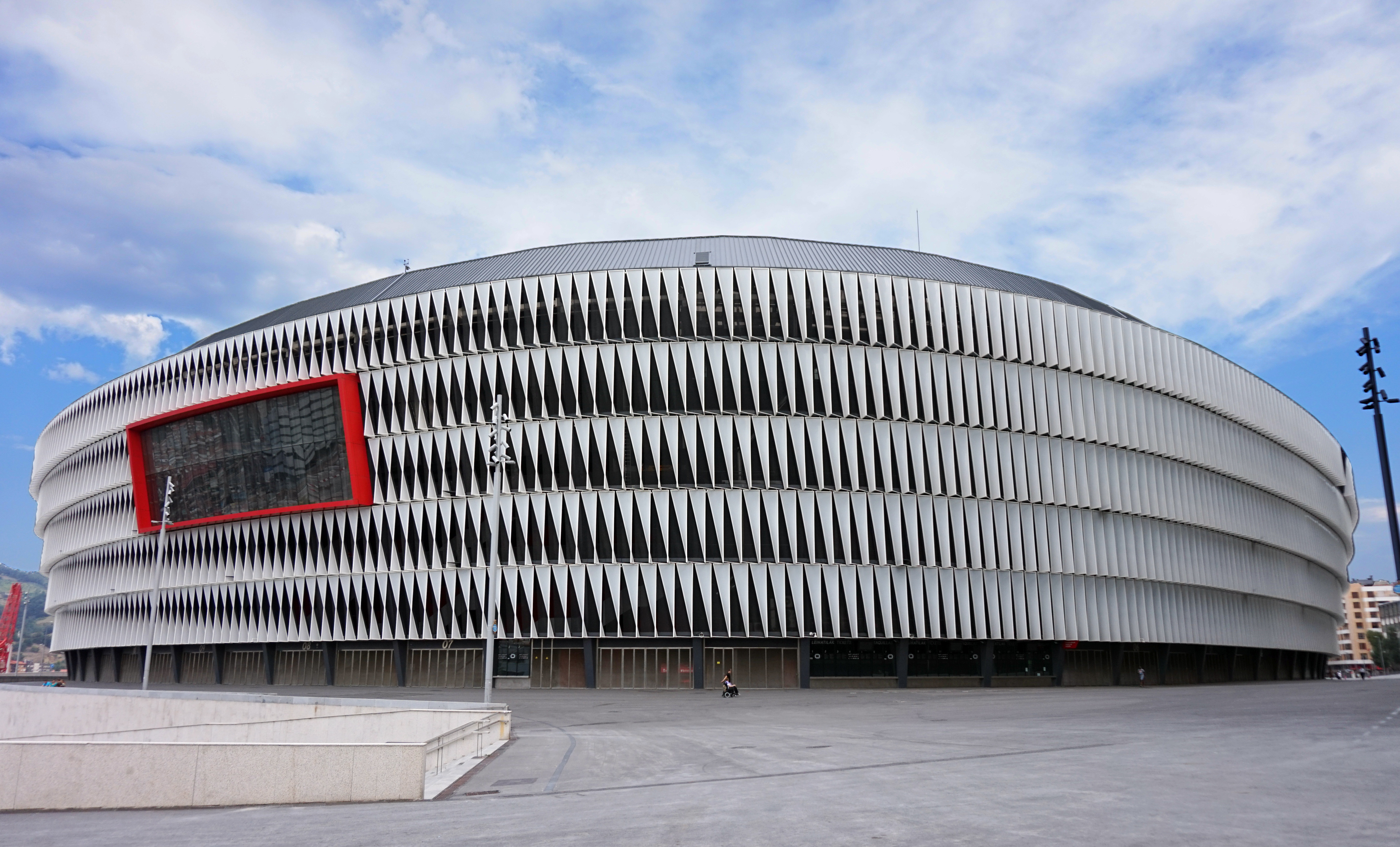
Estadi de San Mamés

Els diferents esports requereixen diferents superfícies de joc de diferents mides i formes. Alguns estadis estan dissenyats principalment per a un únic esport, mentre que d'altres poden acollir diferents esdeveniments, especialment els amb seients retràctils. Els estadis construïts específicament per al futbol associatiu són habituals a Europa; Els estadis de jocs gaèlics, com Croke Park, són habituals a Irlanda, mentre que els estadis construïts específicament per al beisbol o el futbol americà són habituals als Estats Units. El disseny d'ús múltiple més comú combina un camp de futbol amb una pista d'atletisme, tot i que s'han de fer certs compromisos. El principal inconvenient és que les grades estan necessàriament enrere a una bona distància del terreny de joc, sobretot als extrems del terreny de joc. En el cas d'alguns estadis més petits, no hi ha grades als extrems. Quan hi ha grades al voltant, l'estadi pren forma ovalada. Quan un dels extrems està obert, l'estadi té forma de ferradura. Les tres configuracions (oberta, ovalada i de ferradura) són habituals, especialment en el cas dels estadis de futbol universitari americà. Els estadis rectangulars són més comuns a Europa, especialment per al futbol on molts estadis tenen quatre grades sovint diferents i molt diferents als quatre costats de l'estadi. Sovint són de diferents mides i dissenys i s'han erigit en diferents períodes de la història de l'estadi. El caràcter molt diferent dels estadis de futbol europeus ha donat lloc a l'afició creixent del salt de terra, on els espectadors fan un viatge per visitar l'estadi per si mateix en lloc de per a l'esdeveniment que s'hi celebra. En els darrers anys, la tendència de construir estadis ovalats completament nous a Europa ha portat als tradicionalistes a criticar els dissenys com a insípids i mancats del caràcter dels antics estadis que substitueixen.

A Amèrica del Nord, on el beisbol i el futbol americà són els dos esports d'espectadors a l'aire lliure més populars, es van construir diversos estadis multiusos de futbol/beisbol, especialment durant la dècada de 1960, i alguns d'ells van tenir èxit.

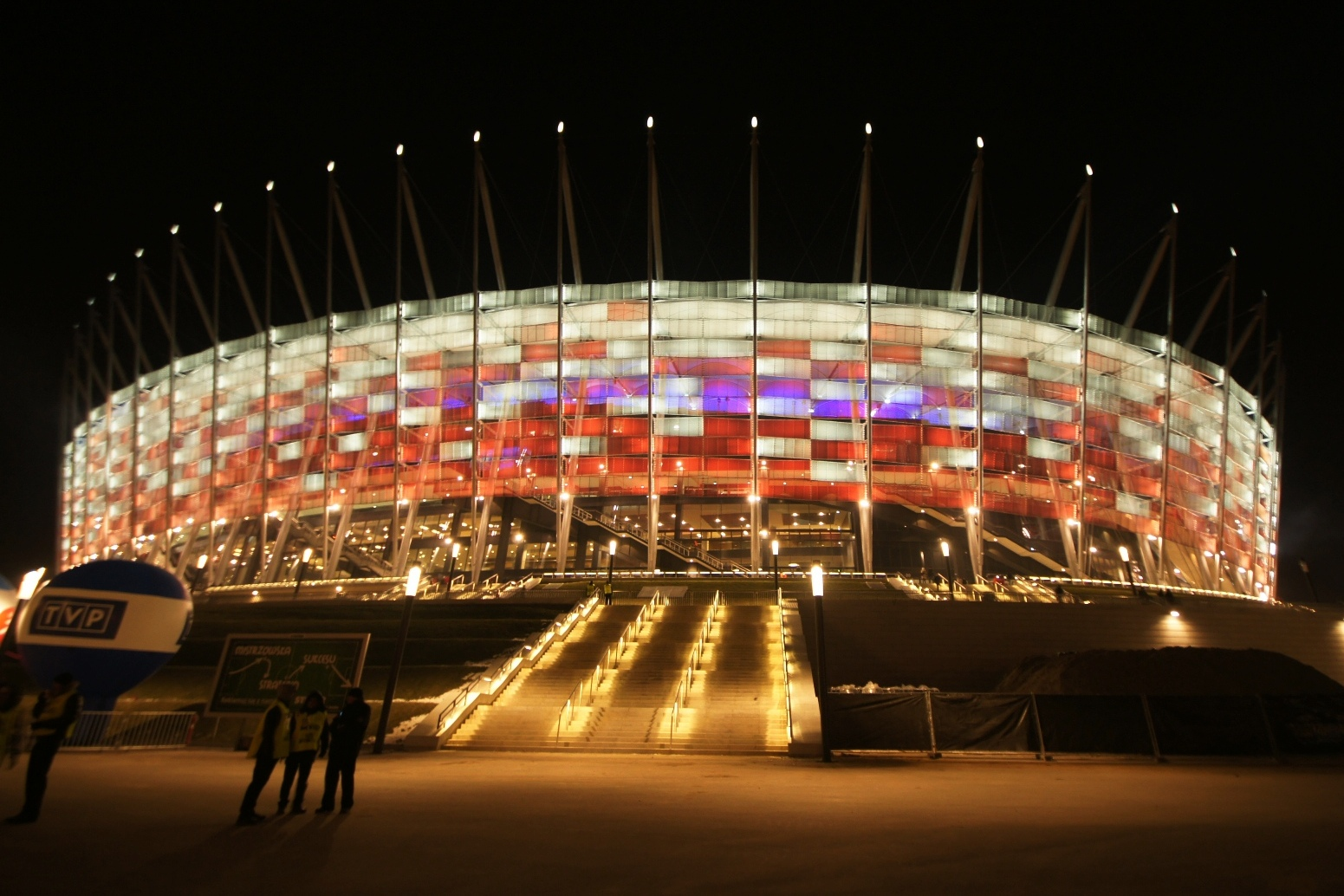
Estadi Nacional Kazimierz Górski

Com que els requisits per al beisbol i el futbol són significativament diferents, la tendència ha estat cap a la construcció d'estadis d'un sol propòsit, començant per Kansas City el 1972-1973 i accelerant-se als anys noranta. En diversos casos, s'ha construït un estadi de futbol americà al costat d'un parc de beisbol, per permetre compartir aparcaments mutus i altres comoditats. Amb l'auge de la MLS, la construcció d'estadis específics de futbol també ha augmentat des de finals de la dècada de 1990 per adaptar-se millor a les necessitats d'aquest esport. En molts casos, els estadis de beisbol anteriors es van construir per adaptar-se a una àrea de terreny o bloc de la ciutat en particular. Això va donar lloc a dimensions asimètriques per a molts camps de beisbol. El Yankee Stadium, per exemple, es va construir en un bloc triangular al Bronx, a Nova York. Això va donar lloc a una gran dimensió de camp esquerre però una petita dimensió de camp dret.
Abans que es construïssin estadis de futbol més moderns als Estats Units, molts parcs de beisbol, com Fenway Park, Polo Grounds, Wrigley Field, Comiskey Park, Tiger Stadium, Griffith Stadium, Milwaukee County Stadium, Shibe Park, Forbes Field, Yankee Stadium i Sportsman's Park van ser utilitzats per la Lliga Nacional de Futbol Americana o Sportsman's Park. (Fins a cert punt, això continua també a les lligues de futbol inferiors, amb el recinte conegut ara com a Charles Schwab Field Omaha com a estadi local dels Omaha Nighthawks de la United Football League.) Juntament amb els estadis d'un sol ús actual, hi ha la tendència dels estadis d'estil retro més propers a les zones del centre de la ciutat. Oriole Park a Camden Yards va ser el primer d'aquest tipus per a la Major League Baseball que es va construir, utilitzant un estil de principis del segle XX amb comoditats del segle XXI.
Hi ha un estadi que funciona amb energia solar a Taiwan que produeix tanta energia com necessita per funcionar. Els dissenyadors dels estadis sovint estudien l'acústica per augmentar el soroll causat per les veus dels aficionats, amb l'objectiu de crear una atmosfera animada.

### Il·luminació

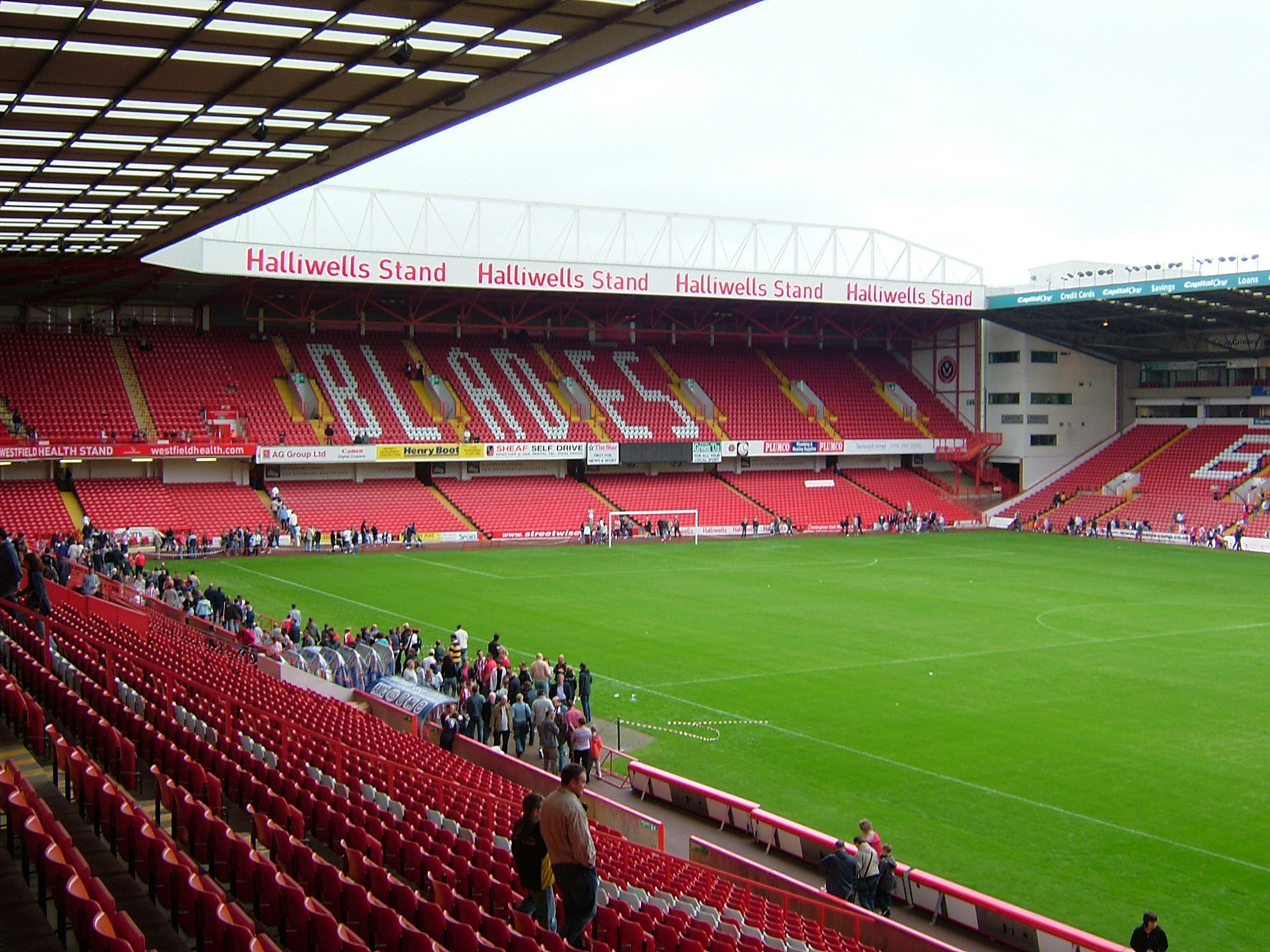
Bramall Lane

Fins a l'arribada dels focus, la majoria de jocs que es jugaven en grans àrees havien de dependre de la il·luminació natural.
Bramall Lane va ser el primer estadi il·luminat. La il·luminació en el futbol d'associació es remunta al 1878, quan hi havia partits experimentals il·luminats a Bramall Lane, Sheffield, durant les fosques tardes d'hivern. Sense xarxa nacional, els llums s'alimentaven amb bateries i dinamos, i no eren fiables.

Des del desenvolupament de les xarxes elèctriques, la il·luminació ha estat un element important en el disseny dels estadis, ja que permet jugar després de la posta del sol i en estadis coberts o parcialment coberts que permeten menys llum natural, però proporcionen més refugi al públic.

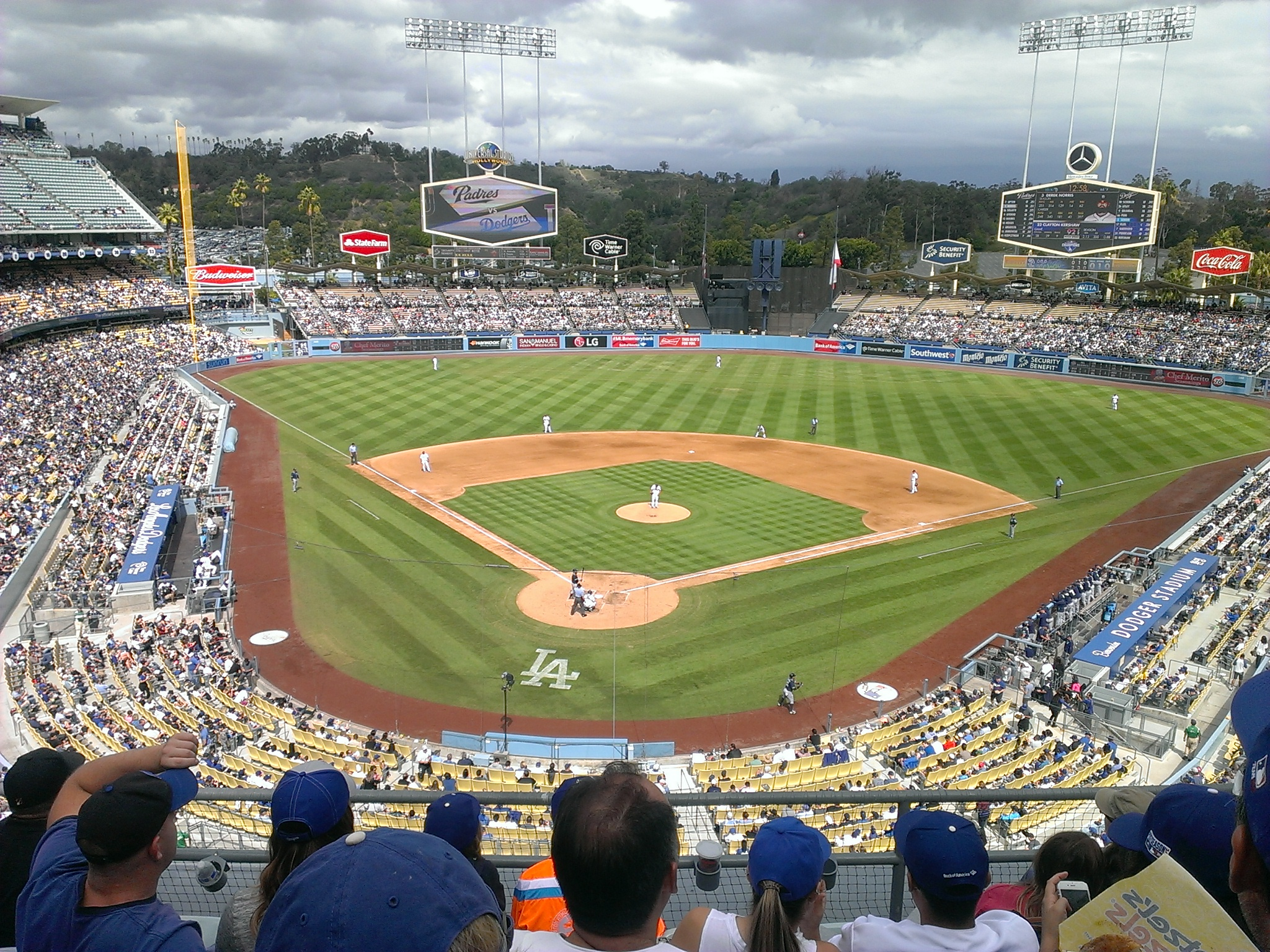
Estadi Dodger

## Zones d'espectadors i seients
Un estadi «tots seient» té seients per a tots els espectadors. Altres estadis estan dissenyats perquè tots o alguns espectadors estiguin dempeus per veure l'esdeveniment. El terme «tots seients» no és comú als Estats Units, ja que molt pocs estadis americans tenen grans seccions només dempeus. El mal disseny de l'estadi ha contribuït a desastres, com la Tragèdia de Hillsborough i el desastre de l'estadi Heysel. Des d'aquests, tots els partits de classificació de la Premier League, el Campionat d'Europa de la UEFA i la Copa del Món de la FIFA requereixen que tots els espectadors estiguin asseguts.
Les zones d'estar es poden anomenar terrasses, grades o cobertes . Inicialment es van establir només per a un espai dempeus, ara solen estar equipats amb seients. Un altre terme que s'utilitza als Estats Units és graderies, que s'utilitza principalment per a les zones d'estar amb bancs en oposició als seients individuals, i que sovint estan descobertes; el nom fa referència a l'efecte de blanqueig que té la llum solar directa i sense ombra sobre els bancs i els patrons d'aquestes seccions.
Molts estadis posen a disposició dels clients suites o llotges de luxe a preus elevats. Aquestes suites tenen capacitat per a deu a trenta persones, segons el lloc. Les suites de luxe en esdeveniments com el Super Bowl poden costar centenars de milers de dòlars.

### Protecció i seguretat

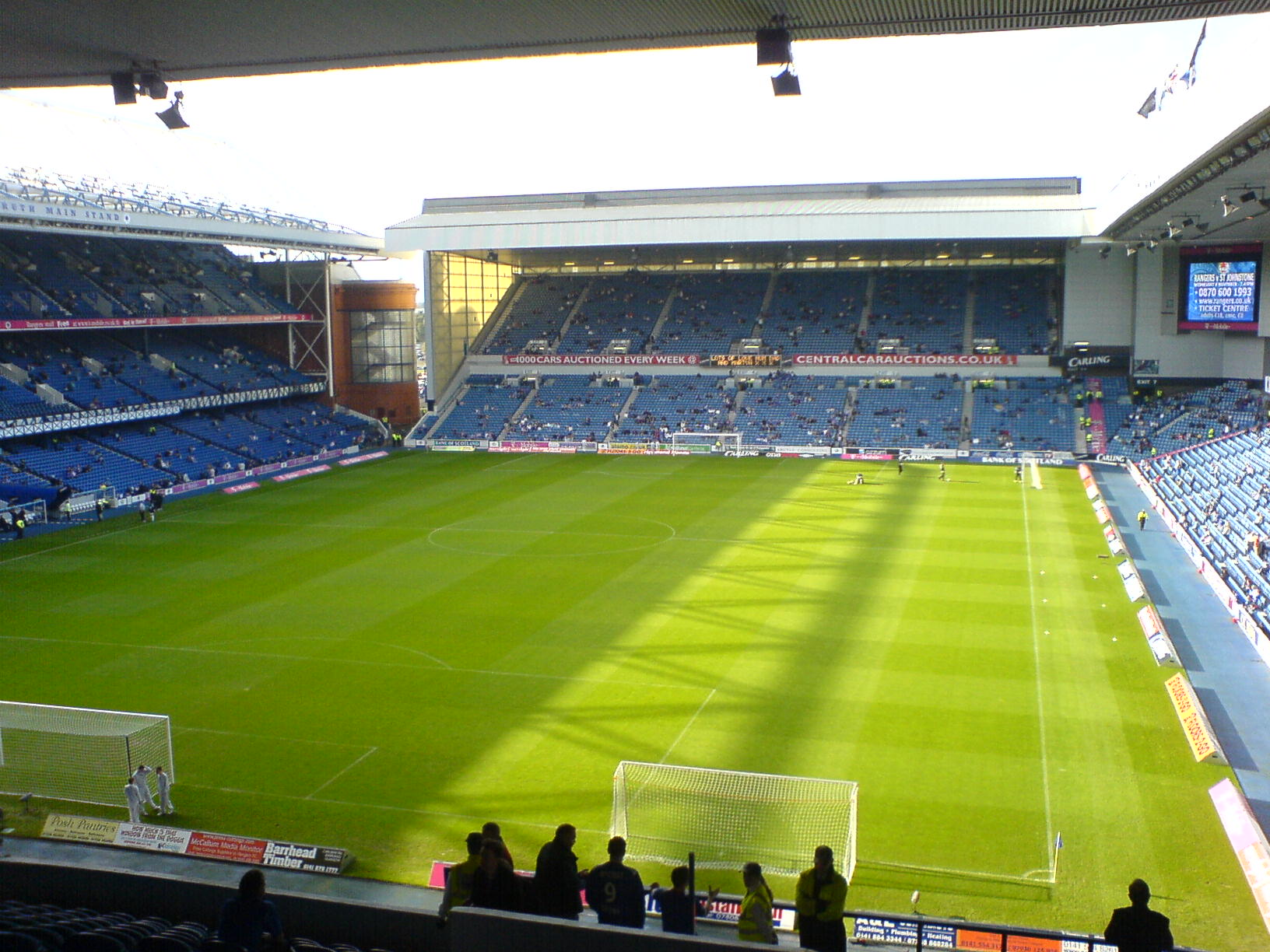
Estadi Ibrox

A causa del nombre de persones congregades als estadis i de la freqüència dels esdeveniments, en el passat s'han produït molts accidents notables, alguns causant ferits i morts. Per exemple,  la Tragèdia de Hillsborough va ser una allau humana a l'estadi Hillsborough de Sheffield, Anglaterra, el 15 d'abril de 1989. Les 97 morts i 765 ferits resultants fan d'aquest el pitjor desastre de la història de l'esport britànic.
A Europa i Amèrica del Sud, durant el segle xx, era habitual que bandes violentes de seguidors lluitessin dins o prop dels estadis de futbol associatius. Al Regne Unit se'ls coneix com a hooligans.
Les característiques estructurals que augmenten la seguretat inclouen accessos separats d'entrada i sortida per a cada zona d'espectadors, especialment accessos separadors per a la llar i els visitants, parets mitgeres, parapets de vidre, atenuació de vibracions i sistemes d'aspersió.
Les funcions de seguretat que s'han adoptat inclouen vigilància armada, comprovacions de documents d'identitat, videovigilància, detectors de metalls i cerques de seguretat per fer complir les normes que prohibeixen als espectadors portar objectes perillosos o potencialment perillosos.

## Aspectes polítics i econòmics

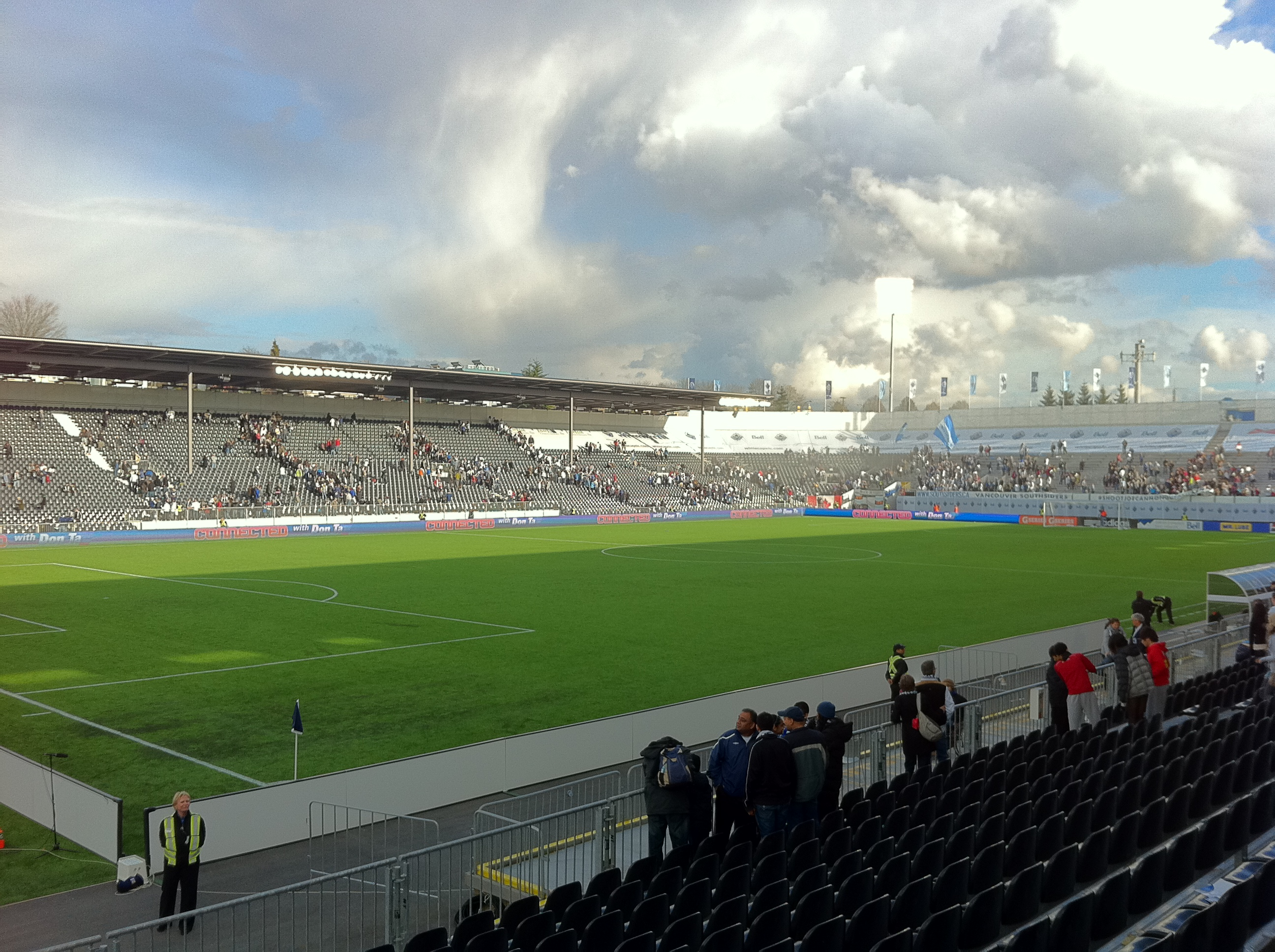
Empire Field

Els estadis moderns, especialment els més grans entre ells, són megaprojectes que només els poden permetre les grans corporacions, els individus més rics o el govern. Els aficionats a l'esport tenen un profund vincle emocional amb els seus equips. A Amèrica del Nord, amb el seu sistema de «franquícia» de lliga tancada, hi ha menys equips que ciutats que els agradaria. Això crea un poder de negociació enorme per als propietaris dels equips, pel qual els propietaris poden amenaçar amb traslladar els equips a altres ciutats tret que els governs subvencionin la construcció de noves instal·lacions. A Europa i Amèrica Llatina, on hi ha diversos clubs de futbol associatius a una ciutat determinada i diverses lligues a cada país, no existeix aquest poder de monopoli, i els estadis es construeixen principalment amb diners privats. Fora dels esports professionals, els governs també participen a través de la intensa competició pel dret a acollir grans esdeveniments esportius, principalment els Jocs Olímpics d'estiu i la Copa del Món de la FIFA (de futbol associatiu), durant els quals les ciutats sovint es comprometen a construir nous estadis per satisfer el Comitè Olímpic Internacional (COI) o la FIFA .

###### Denominació corporativa

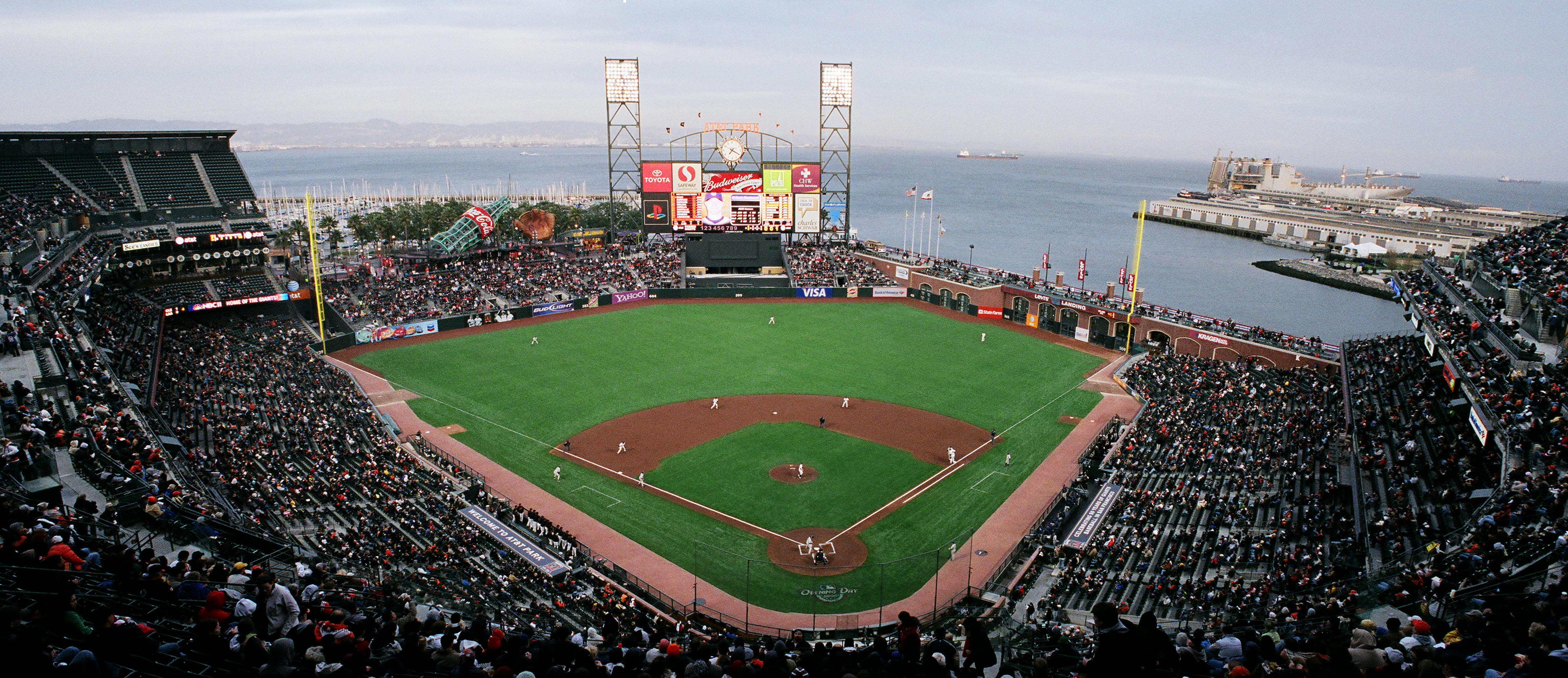
Parc Oracle

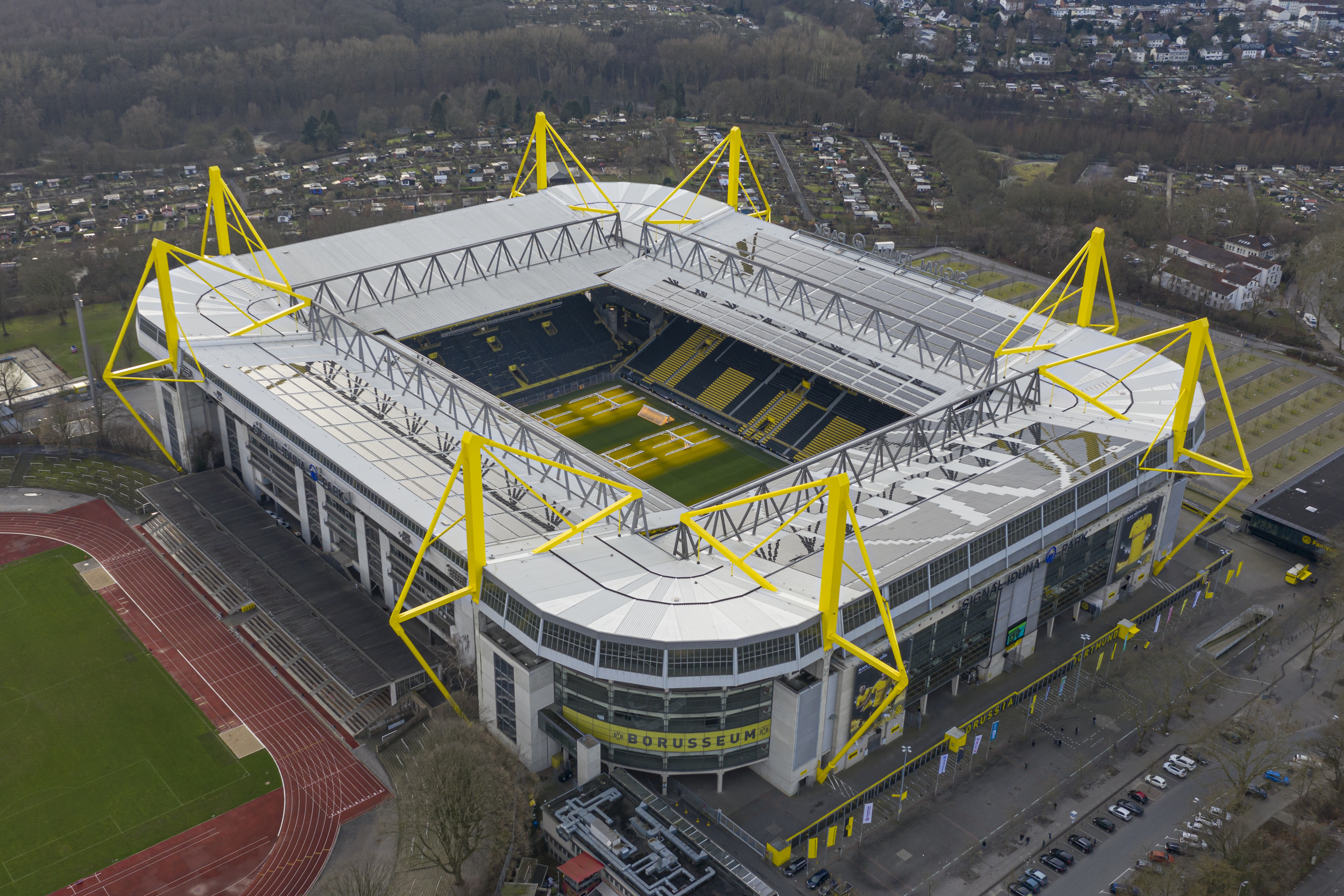
Signal Iduna Park

En les últimes dècades, per ajudar a assumir la càrrega de la despesa massiva de la construcció i manteniment d'un estadi, molts equips esportius americans i europeus han venut els drets del nom de la instal·lació. Aquesta tendència, que va començar a la dècada dels setanta, però que es va accelerar molt durant la dècada de 1990, ha fet que els noms dels patrocinadors s'enganxin tant als estadis establerts com als nous. En alguns casos, el nom corporatiu substitueix (amb diferents graus d'èxit) el nom amb el qual es coneix el lloc durant molts anys. Però molts dels estadis de construcció més recent, com el Volkswagen Arena de Wolfsburg, Alemanya, mai s'han conegut amb un nom no corporatiu. Des de llavors, el fenomen del patrocini s'ha estès per tot el món. Queden alguns estadis de propietat municipal, que sovint es coneixen amb un nom significatiu per a la seva àrea (per exemple, el Fenway Park de Boston). En els darrers anys, alguns estadis de propietat governamental també han estat subjectes a acords de drets de denominació, amb part o la totalitat dels ingressos sovint destinats als equips que hi juguen.

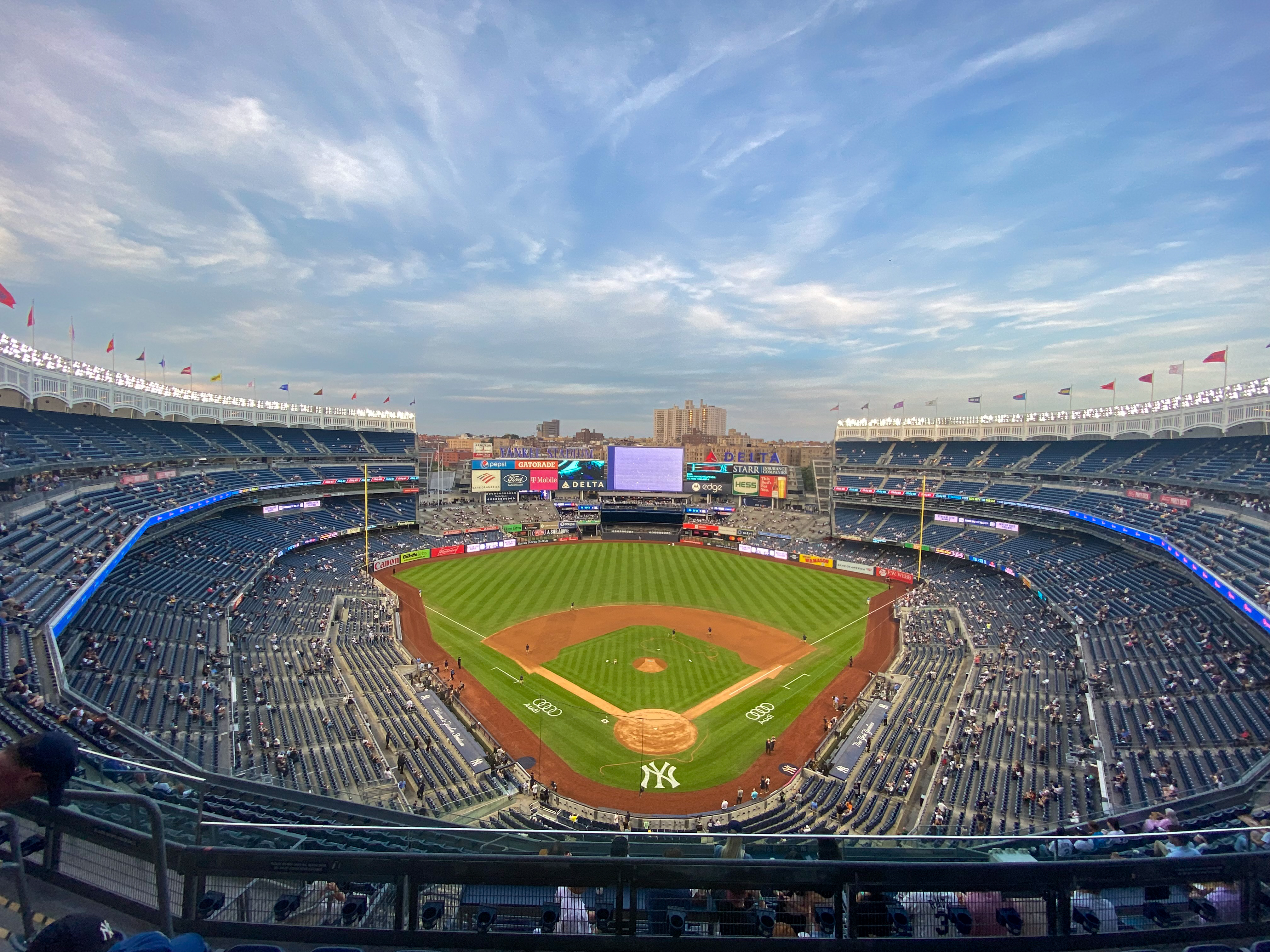
Yankee Stadium

Una conseqüència de la denominació corporativa ha estat un augment dels canvis de nom de l'estadi, quan la corporació homònima canvia el seu nom o si l'acord de nomenclatura simplement expira. Phoenix's Chase Field, per exemple, es coneixia anteriorment com a Bank One Ballpark, però va ser rebatejat per reflectir l'adquisició d'aquesta darrera corporació. L'històric Candlestick Park de San Francisco va ser rebatejat com a 3Com Park durant diversos anys, però el nom es va abandonar quan va expirar l'acord de patrocini i van passar dos anys més abans que s'apliqués el nou nom de Monster Cable Products 'Monster Park. L'oposició local a la denominació corporativa d'aquest estadi en particular va portar l'ajuntament de San Francisco a restaurar permanentment el nom de Candlestick Park un cop expirés el contracte de Monster. Més recentment, a Irlanda, hi ha hagut una gran oposició al canvi de nom de l'històric Lansdowne Road de Dublín com a Aviva Stadium . Lansdowne va ser remodelat com a Aviva, inaugurant-se el maig de 2010.
D'altra banda, el Great Western Forum de Los Angeles, un dels primers exemples de canvi de nom corporatiu, va mantenir el nom durant molts anys, fins i tot després que el banc homònim ja no existia, la denominació corporativa es va abandonar només després que l'edifici canviés de propietari. Aquesta pràctica ha estat normalment menys comuna a països fora dels Estats Units. Una excepció notable és la Lliga japonesa de beisbol, en la qual molts dels equips reben el nom de les seves corporacions matrius. A més, molts estadis de futbol europeus més nous, com ara la Universitat de Bolton i els Emirates Stadiums a Anglaterra i Signal Iduna Park i Allianz Arena a Alemanya s'han nomenat corporativament.

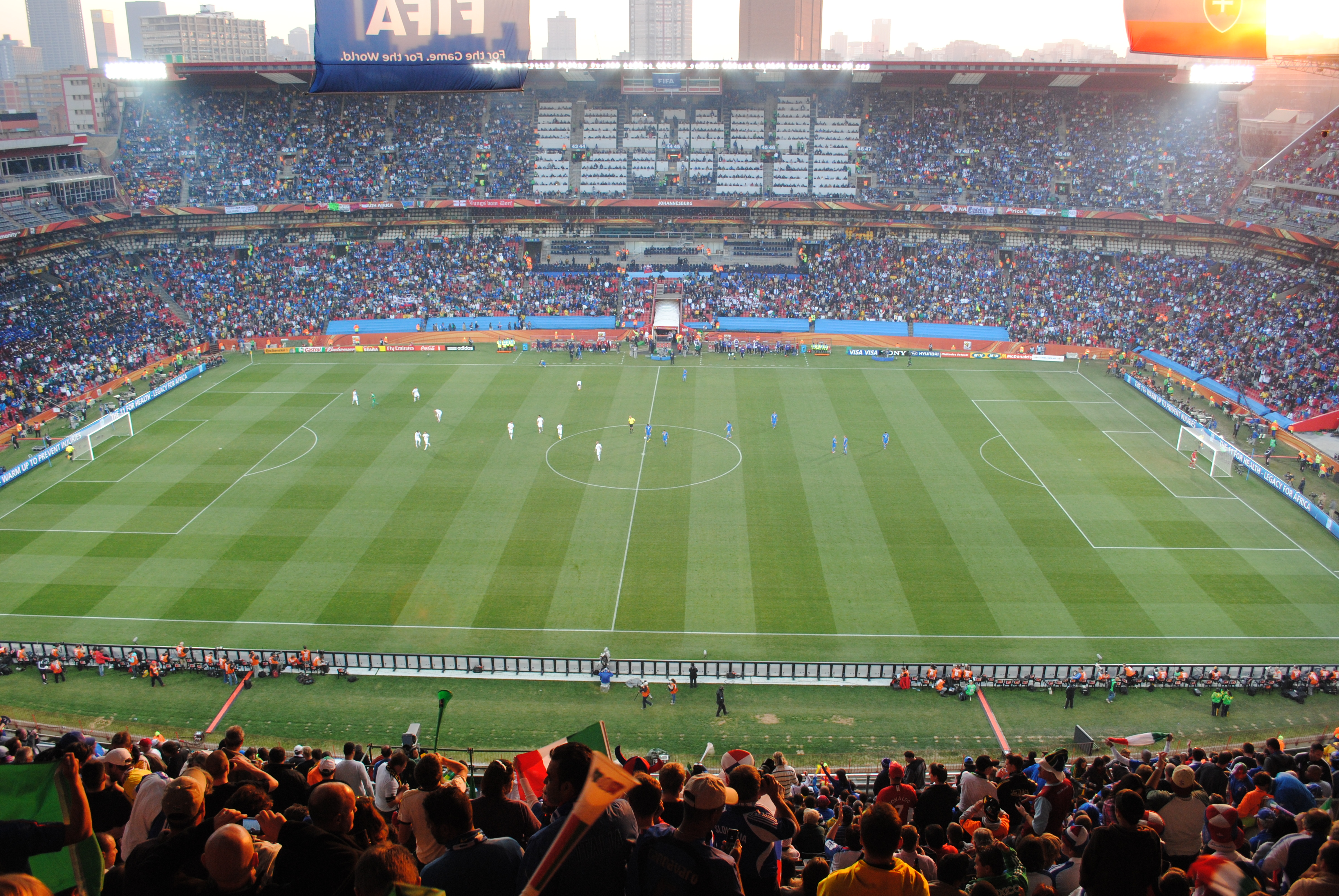
Emirates Airline Park

Aquesta nova tendència en la denominació (o canvi de nom) corporatiu es distingeix dels noms d'alguns llocs més antics, com Crosley Field, Wrigley Field i el primer i Busch Stadium segon, ja que els parcs van ser nomenats pel propietari del club, que també va ser el nom de l'empresa propietat d'aquests clubs. L'actual Busch Stadium va rebre el nom mitjançant un acord modern de drets de denominació.
Durant la Copa del Món de la FIFA 2006 a Alemanya, alguns estadis van ser rebatejats temporalment perquè la FIFA prohibeix el patrocini d'estadis. Per exemple, l'Allianz Arena de Munic es va anomenar Estadi de la Copa del Món de la FIFA, Munic durant el torneig. Així mateix, el mateix estadi serà conegut com a «München Arena» durant les competicions europees. Regles similars afecten l'Imtech Arena i el Veltins-Arena. Aquesta regla s'aplica fins i tot si el patrocinador de l'estadi és un patrocinador oficial de la FIFA: l'estadi de Johannesburg conegut comercialment com a «Coca-Cola Park», que porta el nom d'un dels principals patrocinadors de la FIFA, era conegut pel seu nom històric d'Ellis Park Stadium durant la Copa Mundial de la FIFA 2010. Els noms de les empreses també es substitueixen temporalment durant els Jocs Olímpics.

## Problemes ambientals
La construcció d'estadis moderns té diversos impactes ambientals negatius. Necessiten milers de tones de materials per construir, augmenten molt el trànsit a l'entorn de l'estadi, així com el manteniment de l'estadi. L'augment del trànsit al voltant dels estadis moderns ha provocat la creació de zones d'exposició, segons l'Institut Health Effect, exposant entre el 30 i el 40% de les persones que viuen al voltant de l'estadi a possibles problemes de salut.

## Llocs per concerts
Tot i que durant dècades s'hi presentaven concerts, com ara música clàssica, a partir de la dècada dels 60 els estadis van començar a ser utilitzats com a llocs en directe per a la música popular, donant lloc al terme «rock estadi», especialment per a les formes de rock dur i rock progressiu. De vegades, els orígens del rock estadi es remunten a quan els Beatles van tocar al Shea Stadium de Nova York el 1965. També va ser important l'ús de grans estadis per a les gires americanes per part de bandes a finals dels anys seixanta, com els Rolling Stones, Grand Funk Railroad i Led Zeppelin. La tendència es va desenvolupar a mitjans de la dècada de 1970 a mesura que l'augment de la potència dels sistemes d'amplificació i so va permetre l'ús de locals cada cop més grans. El fum, els focs artificials i els sofisticats espectacles d'il·luminació es van convertir en elements bàsics de les actuacions de rock arena. Els actes clau d'aquesta època van incloure Journey, REO Speedwagon, Boston, Foreigner, Styx, Kiss, Peter Frampton i Queen. A la dècada de 1980, el rock arena va passar a ser dominat per les bandes de glam metal, seguint el lideratge d'Aerosmith i incloent Mötley Crüe, Quiet Riot, WASP i Ratt. Des de la dècada de 1980, estrelles del rock, pop i folk, com ara Grateful Dead, Madonna, Michael Jackson, Beyoncé, Lady Gaga i Taylor Swift, han dut a terme gires de concerts a gran escala per estadis.